# Temporada 2014 del Campeonato Brasileño de Superbikes
La temporada 2014 del Campeonato Brasileño de Superbikes es la 5.ª edición del Campeonato Brasileño de Superbikes desde que este iniciara en 2010.
El "Campeonato Brasileño de Superbikes" es la principal categoría de motociclismo en Brasil junto con Campeonato Brasileño de Moto 1000 GP. Fue creado en 2010. y ha sido gestionado desde su fundación por la empresa de Bruno Corano.
Una superbike (abreviado a menudo como SBK) es un tipo de motocicleta que se utiliza en competiciones de motociclismo de velocidad, entre ellas el Campeonato Mundial de Superbikes y el Campeonato Mundial de Motociclismo de Resistencia. A diferencia de las motocicletas usadas en el Campeonato Mundial de Motociclismo, las superbikes deben ser modelos derivados de los de serie. Esto las hace menos costosas de desarrollar y mantener, por lo cual varios campeonatos nacionales de motociclismo de velocidad se disputan con ellas.
Para que las marcas de motocicletas puedan usar sus motocicletas en los campeonatos, deben primero homologarlas y vender una cierta cantidad de unidades al público. Según el campeonato, se permite la modificación de suspensiones, frenos y ruedas. Los motores son de alta cilindrada: entre 850 y 1200 cc para motores bicilíndricos, y entre 750 y 1000 cc para los de cuatro cilindros. Hasta mediados de la década de 1990, también se permitieron motores de dos tiempos en lugar de cuatro tiempos, en este caso de hasta 500 cc de cilindrada.

## Calendario
| Ronda | Fecha            | Gran Premio                        | Circuito                                          | Ciudad                | Horário | Info  |
| ----- | ---------------- | ---------------------------------- | ------------------------------------------------- | --------------------- | ------- | ----- |
| 1     | 13 de abril      | Grande Prêmio de São Paulo         | Autódromo Internacional de Interlagos             | São Paulo, SP         | 08h00   | [ 1 ] |
| 2     | 4 de mayo        | Grande Prêmio Petrobras            | Autódromo Internacional de Interlagos             | São Paulo, SP         | 08h00   | [ 2 ] |
| 3     | 8 de junio       | Grande Prêmio Chevrolet            | Autódromo Internacional de Interlagos             | São Paulo, SP         | 08h00   | [ 3 ] |
| 4     | 20 de julio      | Grande Prêmio de Curitiba          | Autódromo Internacional de Curitiba               | Curitiba, PR          | 08h00   | [ 4 ] |
| 5     | 17 de agosto     | Grande Prêmio TNT Energy Drink     | Autódromo Internacional de Interlagos             | São Paulo, SP         | 08h00   | [ 5 ] |
| 6     | 21 de septiembre | Grande Prêmio de Cascavel          | Autódromo Internacional de Cascavel - Zilmar Beux | Cascavel, PR          | 08h00   | [ 6 ] |
| 7     | 19 de octubre    | Grande Prêmio de Santa Cruz do Sul | Autódromo Internacional de Santa Cruz do Sul      | Santa Cruz do Sul, RS | 08h00   | [ 7 ] |
| 8     | 30 de noviembre  | Grande Prêmio de Brasília          | Autódromo Internacional Nelson Piquet             | Brasília, DF          | 08h00   | [ 8 ] |
| 9     | 14 de diciembre  | Grande Prêmio de Interlagos        | Autódromo Internacional de Interlagos             | São Paulo, SP         | 08h00   | [ 9 ] |

## Equipos y pilotos

### Superbike
| Equipo                                | Constructor | Moto                   | Neu. | N.º | Piloto                            | Rondas  |
| ------------------------------------- | ----------- | ---------------------- | ---- | --- | --------------------------------- | ------- |
| Honda Mobil Racing                    | Honda       | Honda CBR 1000RR       | P    | 36  | Maico Teixeira                    | Todas   |
| Honda Mobil Racing                    | Honda       | Honda CBR 1000RR       | P    | 51  | José Luiz Teixeira Jr "Cachorrão" | Todas   |
| Squadra Ducati Ribeirão               | Ducati      | Ducati 1199 Panigale R | P    | 81  | Sebastiano Zerbo                  | Todas   |
| Squadra Ducati Ribeirão               | Ducati      | Ducati 1199 Panigale R | P    | 88  | Diego Pretel                      | Todas   |
| Dynel's Racing                        | Kawasaki    | Kawasaki ZX-10R        | P    | 41  | Massao Nishimoto                  | Todas   |
| Dynel's Racing                        | Kawasaki    | Kawasaki ZX-10R        | P    | 69  | Ricardo Fox                       | 1-2     |
| Mobil Kawasaki Racing                 | Kawasaki    | Kawasaki ZX-10R        | P    | 8   | Sabrina Paiuta                    | Todas   |
| ELF Monster Energy Kawasaki SuperBike | Kawasaki    | Kawasaki ZX-10R        | P    | 34  | Bruno Corano                      | Todas   |
| ELF Monster Energy Kawasaki SuperBike | Kawasaki    | Kawasaki ZX-10R        | P    | 29  | Norberto Scarmeloto               | 5       |
| Paiato Racing                         | BMW         | BMW S1000RR            | P    | 444 | André Luís Paiato                 | Todas   |
| Mobil Ituran Kawasaki                 | Kawasaki    | Kawasaki ZX-10R        | P    | 113 | João Sobreira                     | Todas   |
| Mobil Ituran Kawasaki                 | Kawasaki    | Kawasaki ZX-10R        | P    | 62  | Beto van Cleef                    | 1 y 3-4 |
| Sapienza Racing                       | Kawasaki    | Kawasaki ZX-10R        | P    | 38  | Ricardo Negretto                  | Todas   |
| MotoSchool Racing Team                | Kawasaki    | Kawasaki ZX-10R        | P    | 177 | Marcelo Skaf                      | 1-6 y 9 |
| Biker's Racing Team                   | Kawasaki    | Kawasaki ZX-10R        | P    | 10  | Adriano Nogueira "Carioca"        | Todas   |
| Biker's Racing Team                   | Honda       | Honda CBR 1000RR       | P    | 47  | Brandon Cretu                     | 3       |
| Biker's Racing Team                   | Honda       | Honda CBR 1000RR       | P    | 311 | Rafael Paschoalin                 | 1-3     |
| Motom                                 | Honda       | Honda CBR 1000RR       | P    | 5   | Mauro Thomassini                  | 1-6     |
| Solo Moto                             | Kawasaki    | Kawasaki ZX-10R        | P    | 44  | Mauro Beni                        | Todas   |
| Solo Moto                             | Kawasaki    | Kawasaki ZX-10R        | P    | 18  | Daniel Gurgel Mendonça            | 2-9     |
| RTech Race                            | BMW         | BMW S1000RR            | P    | 72  | Irineu Trudes Jr "Juninho"        | 1-5 y 9 |
| RTech Race                            | Kawasaki    | Kawasaki Ninja ZX-10R  | P    | 28  | Alexandre Euzébio                 | 3       |
| Pro Rici Team                         | Kawasaki    | Kawasaki ZX-10R        | P    | 99  | Nasser Hassan Al-Malki            | 9       |
| JC Racing Team                        | Kawasaki    | Kawasaki ZX-10R        | P    | 87  | Marcello de Souza                 | 1-3     |
| JC Racing Team                        | Kawasaki    | Kawasaki ZX-10R        | P    | 74  | Sérgio P. Pereira                 | 3       |
| JC Racing Team                        | Kawasaki    | Kawasaki ZX-10R        | P    | 71  | Jaime Cristóbal                   | 2       |
| JC Racing Team                        | Kawasaki    | Kawasaki ZX-10R        | P    | 12  | Davi Lara Costa                   | 1       |
| Ituran BMW Racing                     | BMW         | BMW S1000RR            | P    | 43  | Rodrigo Rocky                     | Todas   |
| Rota K / ECONS / VAZ                  | Kawasaki    | Kawasaki ZX-10R        | P    | 2   | Elson Tenebra Otero               | Todas   |
| Matiussi Race Team                    | Honda       | Honda CBR 1000RR       | P    | 57  | Ricardo Matiussi                  | 1       |
| BH Racing                             | BMW         | BMW S1000RR            | P    | 777 | Pablo Nunes Moysés                | 2-9     |
| Sport Plus                            | Suzuki      | Suzuki Srad 1000       | P    | 80  | Maurício Paludete "Lingüiça"      | 3 y 5   |
| Sport Plus                            | Honda       | Honda CBR 1000RR       | P    | 133 | José Cunha                        | 5       |
| Misano Racing                         | Kawasaki    | Kawasaki ZX-10R        | P    | 128 | Cláudio Linares Jr "Claudinho"    | 3-6     |
| Misano Racing                         | BMW         | BMW S1000RR            | P    | 3   | Daniel Toloni                     | 5 y 7-9 |
| Andric Motor                          | Suzuki      | Suzuki Srad 1000       | P    | 111 | Willians Sales Piuí               | 3 y 5   |
| Andric Motor                          | Suzuki      | Suzuki Srad 1000       | P    | 136 | Darci Cézar Anadão                | 6       |
| Giant Racing                          | Suzuki      | Suzuki Srad 1000       | P    | 169 | Afrânio de Almeida Jr             | 3-5     |
| Giant Racing                          | Suzuki      | Suzuki Srad 1000       | P    | 155 | Rogério Gentil Fernandes          | 7-8     |
| CKS Crazy Dog                         | Honda       | Honda CBR 1000RR       | P    | 313 | Othon "Voador" Russo              | 3       |
| Carvalho Racing                       | Kawasaki    | Kawasaki ZX-10R        | P    | 45  | Leonel Vergínio                   | 3       |
| Carvalho Racing                       | Kawasaki    | Kawasaki ZX-10R        | P    | 132 | João Ricardo Reis                 | 9       |
| Duda Racing                           | Kawasaki    | Kawasaki ZX-10R        | P    | 96  | Francisco J. de Lima Neto         | 3       |
| Simohara Racing                       | Kawasaki    | Kawasaki ZX-10R        | P    | 13  | Eduardo Rodrigues                 | 3-4     |
| Team Berr                             | Aprilia     | Aprilia RSV4           | P    | 134 | Wesler Franco Godoy               | 6       |
| Team Berr                             | Aprilia     | Aprilia RSV4           | P    | 135 | Édson Luís de Souza               | 6       |
| Team Ship to Cycle                    | Yamaha      | Yamaha R1 GP 1000      | P    | 150 | Eduardo Lataro                    | 6       |
| Team Ship to Cycle                    | Yamaha      | Yamaha R1 GP 1000      | P    | 151 | Adílson Natal Boneti              | 6 y 9   |
| Team FT103                            | Yamaha      | Yamaha R1 GP 1000      | P    | 145 | Fernando Guerra                   | 6 y 9   |
| Team FT103                            | Yamaha      | Yamaha R1 GP 1000      | P    | 146 | James Michael                     | 9       |
| Team LMSens                           | MV Agusta   | MV Agusta F4 1000      | P    | 140 | Fábio Nallin                      | 7-9     |
| Team LMSens                           | MV Agusta   | MV Agusta F4 1000      | P    | 141 | Rafael Nunes                      | 6       |

| Legenda             |
| ------------------- |
| Piloto da Temporada |
| Piloto Convidado    |
| Piloto Substituto   |

### Superbike Light
| Equipo                              | Constructor | Moto                  | Neu. | N.º | Piloto                          | Rondas        |
| ----------------------------------- | ----------- | --------------------- | ---- | --- | ------------------------------- | ------------- |
| MotoSchool Racing Team              | Kawasaki    | Kawasaki Ninja ZX-10R | P    | 30  | Marcelo Skaf                    | Todas         |
| MotoSchool Racing Team              | Kawasaki    | Kawasaki Ninja ZX-10R | P    | 84  | Alex Picoli                     | 1-2 y 6-9     |
| Tecfil Racing Team                  | Kawasaki    | Kawasaki Ninja ZX-10R | P    | 31  | Fernando Guerra                 | 1-3 y 5-9     |
| Tecfil Racing Team                  | Kawasaki    | Kawasaki Ninja ZX-10R | P    | 48  | Luciano Pokémon                 | 1-3 y 5-9     |
| Solo Moto                           | BMW         | BMW S1000RR           | P    | 47  | Rodrigo Sobral                  | 1-5 y 7-8     |
| Solo Moto                           | BMW         | BMW S1000RR           | P    | 87  | Luís Paulo Oshiro               | Todas         |
| Arrow Racing                        | Kawasaki    | Kawasaki Ninja ZX-10R | P    | 46  | Fábio Nallin                    | 1, 4-5 y 7-8  |
| Scuderia Brevo                      | Suzuki      | Suzuki GSX-R 1000     | P    | 13  | Jun Sakakibara                  | Todas         |
| Scuderia Brevo                      | Suzuki      | Suzuki GSX-R 1000     | P    | 56  | Carlos Latalisa                 | 1-3, 5 y 7-8  |
| Pasini Racing Team                  | Honda       | Honda CBR 1000RR      | P    | 39  | Pedro Lauand Assumpção          | 4-5           |
| Pasini Racing Team                  | Honda       | Honda CBR 1000RR      | P    | 75  | Sérgio B. Pereira               | 1-3 y 6-9     |
| Bucci Moto Factory                  | BMW         | BMW S1000RR           | P    | 23  | Jeferson Valezin (Jé do Seguro) | 1-3 y 6-9     |
| Bucci Moto Factory                  | BMW         | BMW S1000RR           | P    | 37  | Sérgio Makoto                   | 1-4 y 6-9     |
| MR Racing                           | Suzuki      | Suzuki GSX-R 1000     | P    | 76  | Jeferson Friche                 | 2-3 y 9       |
| MR Racing                           | Suzuki      | Suzuki GSX-R 1000     | P    | 99  | Deividson Oliveira              | 4-5           |
| Lucky Racing Team                   | Kawasaki    | Kawasaki Ninja ZX-10R | P    | 52  | Fabián T. Bustamante            | 1, 3 y 7-9    |
| AC Racing Team                      | Kawasaki    | Kawasaki Ninja ZX-10R | P    | 36  | Adriano García                  | 1-3 y 6-8     |
| AC Racing Team                      | Kawasaki    | Kawasaki Ninja ZX-10R | P    | 25  | Cássio Silva                    | 4-5           |
| Cecchini Racing Team                | Kawasaki    | Kawasaki Ninja ZX-10R | P    | 93  | Wellinson S. Rocha              | 1-5 y 7-9     |
| Cecchini Racing Team                | Kawasaki    | Kawasaki Ninja ZX-10R | P    | 16  | Fábio Prandini                  | 1, 4, 6 y 9   |
| Angeluss RG Team                    | Buell       | Buell Fazer 1000      | P    | 9   | Daniel Monteiro                 | 1-3 y 7-8     |
| X Racing Phantom                    | BMW         | BMW S1000RR           | P    | 62  | Carlinhos Trigo                 | 1-5 y 7-8     |
| X Racing Phantom                    | BMW         | BMW S1000RR           | P    | 33  | Cléber Takitani                 | 4             |
| M&M Technical Team                  | Kawasaki    | Kawasaki Ninja ZX-10R | P    | 8   | Cláudio Linhares Jr             | 2-3 y 6       |
| M&M Technical Team                  | Kawasaki    | Kawasaki Ninja ZX-10R | P    | 92  | Fernando Min                    | 1-3, 5-6 y 9  |
| We Race – SM POS Corse              | Kawasaki    | Kawasaki Ninja ZX-10R | P    | 59  | Alexandre Maki Kuboniwa         | 1-3 y 9       |
| Renzo Sandroni Racing               | Kalex       | Kalex WR1000          | P    | 22  | Yanier Rodríguez                | 1             |
| Renzo Sandroni Racing               | Kalex       | Kalex WR1000          | P    | 80  | Andrés Muñoz                    | 4             |
| C&R ED-COM Racing                   | Kawasaki    | Kawasaki Ninja ZX-10R | P    | 90  | Rodrigo de Souza                | 2-3           |
| C&R ED-COM Racing                   | Kawasaki    | Kawasaki Ninja ZX-10R | P    | 68  | Felipe Lourencetti              | 2-3 y 7-8     |
| GP Project Team                     | Kawasaki    | Kawasaki Ninja ZX-10R | P    | 70  | Pedro C. Pecci                  | 3-4           |
| GP Project Team                     | Kawasaki    | Kawasaki Ninja ZX-10R | P    | 44  | Gian Paolo de Filippis          | 1 y 9         |
| SGM Tecnic Beon                     | Kawasaki    | Kawasaki Ninja ZX-10R | P    | 89  | Michel Semaan Abboud            | 3             |
| SGM Tecnic Beon                     | Kawasaki    | Kawasaki Ninja ZX-10R | P    | 10  | Ricardo Bacanhim                | 4-5           |
| Arena YMP Team                      | Suzuki      | Suzuki GSX-R 1000     | P    | 15  | Rui Luiz Alves M. Cardoso       | 3 y 9         |
| Arena YMP Team                      | Suzuki      | Suzuki GSX-R 1000     | P    | 69  | José Benedito                   | 1 y 6-8       |
| Giorgio Team                        | Aprilia     | Aprilia RSV4          | P    | 17  | Fernando Vijande                | 3             |
| Giorgio Team                        | Aprilia     | Aprilia RSV4          | P    | 24  | Rafael Uzcátegui                | 3             |
| Team Runners                        | Honda       | Honda CBR 1000RR      | P    | 26  | Walison Ferreira "Biscoito"     | 2-3 y 9       |
| Team Runners                        | Honda       | Honda CBR 1000RR      | P    | 91  | Cléber Santos                   | 2-3 y 7-8     |
| DPS Racing                          | Honda       | Honda CBR 1000RR      | P    | 83  | Rodrigo Faria                   | 2 y 6         |
| DPS Racing                          | Honda       | Honda CBR 1000RR      | P    | 81  | Lucas Ares "Porquinho"          | 2-3 y 9       |
| Team RB Racing                      | Kalex       | Kalex WR1000          | P    | 55  | Alexandre Dante                 | 2-3 y 7-8     |
| Bonafini Race                       | Yamaha      | Yamaha R1 GP 1000     | P    | 34  | Thiago de Carvalho Oliveira     | 1-2 y 7-8     |
| Full Moto SC                        | BMW         | BMW S1000RR           | P    | 29  | Saylo Pedroza                   | 2-3           |
| Full Moto SC                        | BMW         | BMW S1000RR           | P    | 85  | Marcos Antonio Migliorelli      | 1 y 7-8       |
| Team Rosso                          | Suzuki      | Suzuki GSX-R 1000     | P    | 28  | Alessandro R. Silva             | 2 y 7-8       |
| Team Rosso                          | Suzuki      | Suzuki GSX-R 1000     | P    | 73  | Daniel Cássio                   | 1-3 y 7-8     |
| G.A.P. MotoZoo Racing               | Ducati      | Ducati Panigale V4 S  | P    | 88  | Ricardo Levy                    | Todas         |
| G.A.P. MotoZoo Racing               | Ducati      | Ducati Panigale V4 S  | P    | 3   | Fábio Martins                   | 1-3 y 6-9     |
| Scuderia Improve by Tenjob          | Kawasaki    | Kawasaki Ninja ZX-10R | P    | 57  | Levy Lopes                      | 1-3 y 6-9     |
| Scuderia Improve by Tenjob          | Kawasaki    | Kawasaki Ninja ZX-10R | P    | 67  | Guilherme Emmer                 | 1 y 6-8       |
| Promo Driver Organization           | BMW         | BMW S1000RR           | P    | 49  | Marcos A. Pereira Jr            | 1 y 6-9       |
| MTA Top Talent Team                 | BMW         | BMW S1000RR           | P    | 50  | Daniel Toloni                   | 1-8           |
| MTA Top Talent Team                 | BMW         | BMW S1000RR           | P    | 54  | Paulo Henrique Siqueira         | 1-2 y 6-9     |
| SGM Tecnic                          | BMW         | BMW S1000RR           | P    | 71  | Maykel Finotto                  | 1-2 y 5-9     |
| SGM Tecnic                          | BMW         | BMW S1000RR           | P    | 40  | Emílio Fasanelli                | 2 y 6-8       |
| Extreme Racing Service              | BMW         | BMW S1000RR           | P    | 72  | Sérgio Hissao Hidani            | Todas         |
| Extreme Racing Service              | BMW         | BMW S1000RR           | P    | 32  | Marcos Prata                    | 3 y 7-8       |
| Blacksheep Team                     | BMW         | BMW S1000RR           | P    | 51  | Nélson Gonçalves "Mágico"       | 1-3 y 5-9     |
| Blacksheep Team                     | BMW         | BMW S1000RR           | P    | 77  | Édson Minami                    | 1-2, 5 y 7-8  |
| Gomma Racing                        | MV Agusta   | MV Agusta F4 1000     | P    | 82  | Marcos A. Couto Santana         | 1-2 y 6-9     |
| Gomma Racing                        | MV Agusta   | MV Agusta F4 1000     | P    | 96  | Sérgio Prates                   | 1, 4 y 6      |
| KMP Honda Racing powered by Krettek | Honda       | Honda CBR 1000RR      | P    | 97  | Alexandre Marzola               | Todas         |
| KMP Honda Racing powered by Krettek | Honda       | Honda CBR 1000RR      | P    | 19  | Jirios Semaan Abboud            | 1-3, 5 y 7-8  |
| Roussaly Racing Team                | Gas Gas     | Gas Gas G1000 Concept | P    | 43  | Henrique Poli Jr                | 1 y 7-8       |
| Roussaly Racing Team                | Gas Gas     | Gas Gas G1000 Concept | P    | 79  | Jeferson F. Cabral de Souza     | 1 y 9         |
| Team GSM Dafy                       | Honda       | Honda CBR 1000RR      | P    | 42  | Edson Almeida Jr                | 2-3 y 7-9     |
| Team GSM Dafy                       | Honda       | Honda CBR 1000RR      | P    | 63  | Édson Errera                    | 1-5 y 7-9     |
| Sky Motos/Kawa Passion              | Kawasaki    | Kawasaki Ninja ZX-10R | P    | 65  | Rogério Carulli                 | 2-3 y 6-8     |
| Sky Motos/Kawa Passion              | Kawasaki    | Kawasaki Ninja ZX-10R | P    | 58  | Bruno Herbert                   | 1-2 y 7-8     |
| Team TMX Competition                | Honda       | Honda CBR 1000RR      | P    | 27  | José Cunha                      | 1, 3, 5-6 y 9 |
| Team TMX Competition                | Honda       | Honda CBR 1000RR      | P    | 94  | Orlando Lemos                   | 1 y 7-9       |
| D34G Racing                         | Yamaha      | Yamaha R1 GP 1000     | P    | 35  | Bervaldo Abreu                  | 3 y 9         |

| Legenda             |
| ------------------- |
| Piloto da Temporada |
| Piloto Convidado    |
| Piloto Substituto   |

### Supersport 600
| Equipo                      | Constructor | Moto                 | Neu. | N.º | Piloto                                    | Rondas       |
| --------------------------- | ----------- | -------------------- | ---- | --- | ----------------------------------------- | ------------ |
| Tecfil Racing Team          | Kawasaki    | Kawasaki Ninja ZX-6R | P    | 56  | Danilo Lewis                              | 1, 3 y 6-9   |
| Tecfil Racing Team          | Kawasaki    | Kawasaki Ninja ZX-6R | P    | 84  | Alex Schultz                              | Todas        |
| Cerciari Racing School      | Yamaha      | Yamaha YZF R6        | P    | 48  | Luiz Cerciari                             | Todas        |
| Cerciari Racing School      | Yamaha      | Yamaha YZF R6        | P    | 46  | Christian Cerciari                        | 1, 3-5 y 9   |
| Impacto Race                | Kawasaki    | Kawasaki Ninja ZX-6R | P    | 3   | Douglas Pecoraro                          | 1-5 y 7-9    |
| Impacto Race                | Kawasaki    | Kawasaki Ninja ZX-6R | P    | 54  | Gabriel Peralta                           | 1-2 y 3-8    |
| PSBK Racing                 | Kawasaki    | Kawasaki Ninja ZX-6R | P    | 91  | André Veríssimo                           | 1, 3 y 6-9   |
| PSBK Racing                 | Kawasaki    | Kawasaki Ninja ZX-6R | P    | 39  | Waldemar Mendes Filho                     | 5-6          |
| Bendo Competições           | Kawasaki    | Kawasaki Ninja ZX-6R | P    | 45  | Fabrício de Castro                        | 1-3 y 5-9    |
| Bendo Competições           | Kawasaki    | Kawasaki Ninja ZX-6R | P    | 52  | Rafael Micheletti                         | 2 y 7-9      |
| Berton Racing               | Kawasaki    | Kawasaki Ninja ZX-6R | P    | 92  | Víctor Villaverde                         | 1-6 y 9      |
| Berton Racing               | Kawasaki    | Kawasaki Ninja ZX-6R | P    | 79  | Elías Saimon                              | 9            |
| Barramacher Motorsport      | Triumph     | Triumph Daytona 675  | P    | 13  | Víctor C. Luciano "Durval Careca"         | Todas        |
| Barramacher Motorsport      | Triumph     | Triumph Daytona 675  | P    | 90  | Robert Schatzman "Gringo"                 | 1, 5 y 7-9   |
| Garagem Racing              | Honda       | Honda CBR 600RR      | P    | 86  | Domênico Micaroni Jr                      | 1-2 y 6-9    |
| Garagem Racing              | Honda       | Honda CBR 600RR      | P    | 30  | Esdras Lima Reis                          | 1-2 y 6-8    |
| BS Competições              | Triumph     | Triumph Daytona 675  | P    | 57  | Jimmy Keller                              | 2-3, 5 y 7-9 |
| BS Competições              | Triumph     | Triumph Daytona 675  | P    | 55  | Edson Minami                              | 3 y 7-8      |
| Agostini Racing             | Suzuki      | Suzuki GSX-R600      | P    | 72  | Robinson Ayres                            | 8            |
| Agostini Racing             | Suzuki      | Suzuki GSX-R600      | P    | 19  | Lucas Moysés                              | 1, 3 y 6-9   |
| Galli Motorsport            | Aprilia     | Aprilia 600ST        | P    | 44  | Leandro Bressan                           | 1-3 y 7-8    |
| Galli Motorsport            | Aprilia     | Aprilia 600ST        | P    | 15  | Daniel Cristiano                          | 4            |
| AMG Competições             | Kawasaki    | Kawasaki Ninja ZX-6R | P    | 76  | Augusto de Oliveira Zanoli                | 3 y 6        |
| AMG Competições             | Kawasaki    | Kawasaki Ninja ZX-6R | P    | 23  | Marcos Fortunato                          | 1-4 y 6-8    |
| Grupo NVS                   | Kawasaki    | Kawasaki Ninja ZX-6R | P    | 97  | Fábio Texeira Neto                        | 1-2 y 6      |
| Grupo NVS                   | Kawasaki    | Kawasaki Ninja ZX-6R | P    | 9   | Édson Fibla                               | Todas        |
| Prisma Motorsport           | Kawasaki    | Kawasaki Ninja ZX-6R | P    | 38  | Júlio Fortunato                           | 1-8          |
| Prisma Motorsport           | Kawasaki    | Kawasaki Ninja ZX-6R | P    | 20  | Luiz Henrique Rosso                       | Todas        |
| Zetti Racing                | Kawasaki    | Kawasaki Ninja ZX-6R | P    | 80  | Érico Lima                                | 3, 5 y 7-9   |
| Zetti Racing                | Kawasaki    | Kawasaki Ninja ZX-6R | P    | 78  | Daniel Silingardi                         | 1-3 y 6-9    |
| MKT Engineering             | Kawasaki    | Kawasaki Ninja ZX-6R | P    | 8   | Raoni Magalhães Farfán                    | 2 y 6        |
| MKT Engineering             | Kawasaki    | Kawasaki Ninja ZX-6R | P    | 6   | Gregory Alfonso                           | 1-8          |
| Energet Racing              | Ducati      | Ducati Panigale 600  | P    | 42  | João Magno                                | 7-8          |
| Energet Racing              | Ducati      | Ducati Panigale 600  | P    | 29  | Wilson Marco G. Negrini                   | 1-3, 6 y 9   |
| Mevania Racing              | Kawasaki    | Kawasaki Ninja ZX-6R | P    | 17  | Fernando Ratzke                           | 6            |
| 113 Limestone Brasil Racing | Kawasaki    | Kawasaki Ninja ZX-6R | P    | 2   | Gérson Campos                             | 1-4 y 6-9    |
| JB Competições              | Kawasaki    | Kawasaki Ninja ZX-6R | P    | 68  | Mauricio Venhoven Sagui                   | 4 y 7-8      |
| JB Competições              | Kawasaki    | Kawasaki Ninja ZX-6R | P    | 26  | Luiz Carlos Fagundes da Silva "Carlinhos" | 1-3 y 6-9    |
| Mottin Racing               | Kawasaki    | Kawasaki Ninja ZX-6R | P    | 62  | Alexandre Chamie                          | 1, 3 y 6-8   |
| Mottin Racing               | Kawasaki    | Kawasaki Ninja ZX-6R | P    | 10  | Vítor Reis                                | Todas        |
| Fontanella Racing           | Kawasaki    | Kawasaki Ninja ZX-6R | P    | 41  | Felipe Todeschini                         | 5 y 9        |
| Scuderia 111                | Kawasaki    | Kawasaki Ninja ZX-6R | P    | 85  | Ricardo Bruniera "Pitty"                  | Todas        |
| Scuderia 111                | Kawasaki    | Kawasaki Ninja ZX-6R | P    | 40  | Douglas Figueiredo                        | 1-8          |
| Retibam Racing              | Kawasaki    | Kawasaki Ninja ZX-6R | P    | 67  | Fábio Romero                              | 4 y 6-8      |
| Tavares Group               | Triumph     | Triumph Daytona 675  | P    | 81  | José Ricardo B. Gandara                   | 3 y 5        |
| Tavares Group               | Triumph     | Triumph Daytona 675  | P    | 60  | Bruno Ditrich                             | 4-9          |
| HB Motorsport               | Honda       | Honda CBR 600RR      | P    | 16  | Denílson Sardá                            | 1 y 7-8      |
| HB Motorsport               | Honda       | Honda CBR 600RR      | P    | 71  | Antônio C. Franzen                        | 5-6          |
| ABF Racing Team             | Yamaha      | Yamaha YZF R6        | P    | 83  | Juliano Godoy Rezende                     | 1-3 y 7-8    |
| ABF Racing Team             | Yamaha      | Yamaha YZF R6        | P    | 21  | Marcus Trotta                             | 1 y 3-9      |
| Bravus Brasil Racing Team   | Honda       | Honda CBR 600RR      | P    | 31  | Agnelo Citolin                            | 1-2 y 7-9    |
| MGP3 Motorsport             | Triumph     | Triumph Daytona 675  | P    | 50  | Celso S. Pimenta                          | 3 y 6-8      |
| MGP3 Motorsport             | Triumph     | Triumph Daytona 675  | P    | 64  | Dudu Costa Neto                           | 1-3 y 7-8    |
| AAF Motorsport              | Yamaha      | Yamaha YZF R6        | P    | 34  | Marcos Senra                              | 1-3 y 6-8    |
| Boessio Competições         | Honda       | Honda CBR 600RR      | P    | 87  | Juninho García                            | 1-2 y 6-9    |
| Boessio Competições         | Honda       | Honda CBR 600RR      | P    | 61  | Enos Oliveira                             | 1 y 6-9      |
| DF Motorsport               | Triumph     | Triumph Daytona 675  | P    | 96  | Cayto Trivellato                          | 1, 5 y 5-9   |
| DF Motorsport               | Triumph     | Triumph Daytona 675  | P    | 94  | Ives Moraes                               | 1-8          |

| Legenda             |
| ------------------- |
| Piloto da Temporada |
| Piloto Convidado    |
| Piloto Substituto   |

### Copa Kawasaki Ninja 600
| Equipo                       | Constructor | Moto                 | Neu. | N.º | Piloto                          | Rondas     |
| ---------------------------- | ----------- | -------------------- | ---- | --- | ------------------------------- | ---------- |
| Deldiche Racing              | Kawasaki    | Kawasaki Ninja ZX-6R | P    | 31  | Júnior Moreira                  | Todas      |
| Deldiche Racing              | Kawasaki    | Kawasaki Ninja ZX-6R | P    | 50  | Pedro Zaragoza                  | 9          |
| Belt Racing                  | Kawasaki    | Kawasaki Ninja ZX-6R | P    | 64  | Flávio Pavanelli                | 1-3 y 6-9  |
| Belt Racing                  | Kawasaki    | Kawasaki Ninja ZX-6R | P    | 34  | Valdonei Eger                   | 7-9        |
| Azulim Indy Racing           | Kawasaki    | Kawasaki Ninja ZX-6R | P    | 87  | Diego Garrido Viveiros          | Todas      |
| Azulim Indy Racing           | Kawasaki    | Kawasaki Ninja ZX-6R | P    | 61  | Maurício Moreira Protta         | 1-6        |
| Copacol Racing               | Kawasaki    | Kawasaki Ninja ZX-6R | P    | 96  | Marcus Vinícius M. Purificação  | 1-3 y 6-9  |
| Copacol Racing               | Kawasaki    | Kawasaki Ninja ZX-6R | P    | 94  | Vinícius Magalhães              | 4-5 y 7-8  |
| Dakarmotors                  | Kawasaki    | Kawasaki Ninja ZX-6R | P    | 97  | Álvaro García Neto              | Todas      |
| Dakarmotors                  | Kawasaki    | Kawasaki Ninja ZX-6R | P    | 43  | Andrés Saavedra                 | 7          |
| Lucar Motorsports            | Kawasaki    | Kawasaki Ninja ZX-6R | P    | 56  | José Roberto Mareia Leite Filho | 1-2 y 4-5  |
| Lucar Motorsports            | Kawasaki    | Kawasaki Ninja ZX-6R | P    | 22  | André Ferrari                   | 1 y 3-9    |
| RRT2                         | Kawasaki    | Kawasaki Ninja ZX-6R | P    | 73  | Richard Blanco                  | 6-9        |
| RRT2                         | Kawasaki    | Kawasaki Ninja ZX-6R | P    | 92  | Rodrigo de Giovanni             | Todas      |
| Pacaembu Team                | Kawasaki    | Kawasaki Ninja ZX-6R | P    | 35  | Carlos Ângelo Micheletti Netto  | 1, 3 y 6-9 |
| Pacaembu Team                | Kawasaki    | Kawasaki Ninja ZX-6R | P    | 75  | Luis César Ferraz               | Todas      |
| Bueno Racing Team            | Kawasaki    | Kawasaki Ninja ZX-6R | P    | 69  | Iván Severino da Silva          | 3          |
| Bueno Racing Team            | Kawasaki    | Kawasaki Ninja ZX-6R | P    | 87  | João Gomes Jr                   | Todas      |
| Mercalf Competições          | Kawasaki    | Kawasaki Ninja ZX-6R | P    | 84  | Chao Chien Feng Jr              | 1 y 4-9    |
| Mercalf Competições          | Kawasaki    | Kawasaki Ninja ZX-6R | P    | 42  | Luciano Magalhães               | 1 y 6-9    |
| Marinelli Competições        | Kawasaki    | Kawasaki Ninja ZX-6R | P    | 54  | Ricardo Barlette                | Todas      |
| Marinelli Competições        | Kawasaki    | Kawasaki Ninja ZX-6R | P    | 76  | Gustavo Dema                    | 4-5 y 7-8  |
| Original Peças               | Kawasaki    | Kawasaki Ninja ZX-6R | P    | 34  | Samara Martensen Andrade        | 1-6        |
| Original Peças               | Kawasaki    | Kawasaki Ninja ZX-6R | P    | 68  | Bervaldo Carolino de Abreu      | 1-2 y 6-9  |
| RVR Motorsport               | Kawasaki    | Kawasaki Ninja ZX-6R | P    | 98  | Thomas Carboneiro da Silva      | 1-2        |
| RVR Motorsport               | Kawasaki    | Kawasaki Ninja ZX-6R | P    | 61  | Flaudemir Joaquim Jr            | 1-3 y 6-9  |
| Moto Accion                  | Kawasaki    | Kawasaki Ninja ZX-6R | P    | 19  | Edvaldo José Martinati          | Todas      |
| Moto Accion                  | Kawasaki    | Kawasaki Ninja ZX-6R | P    | 33  | Willian Jesús Silva "Will"      | Todas      |
| Racing Team Henk             | Kawasaki    | Kawasaki Ninja ZX-6R | P    | 74  | Waldemar Mendes Filho           | 1 y 6-9    |
| Racing Team Henk             | Kawasaki    | Kawasaki Ninja ZX-6R | P    | 21  | Pedro Scarpelli Marcantonio     | 1-3        |
| Team Wanty                   | Kawasaki    | Kawasaki Ninja ZX-6R | P    | 48  | Affonso de Martino              | 2-3        |
| Team Wanty                   | Kawasaki    | Kawasaki Ninja ZX-6R | P    | 28  | Carlos Alberto Louzada          | 1-4 y 6-9  |
| Team RB Kawasaki             | Kawasaki    | Kawasaki Ninja ZX-6R | P    | 67  | Válter Rubino                   | 2-6        |
| Team RB Kawasaki             | Kawasaki    | Kawasaki Ninja ZX-6R | P    | 41  | Octávio Pozzi Loverso           | 1-6        |
| Team Kawasaki Mobil 1        | Kawasaki    | Kawasaki Ninja ZX-6R | P    | 23  | Leonardo Leandro                | 3          |
| Team Kawasaki Mobil 1        | Kawasaki    | Kawasaki Ninja ZX-6R | P    | 25  | André Franco                    | 1 y 3-9    |
| Ianniccheri Racing           | Kawasaki    | Kawasaki Ninja ZX-6R | P    | 36  | Carlos Roberto Metzger          | 4          |
| Ianniccheri Racing           | Kawasaki    | Kawasaki Ninja ZX-6R | P    | 60  | Iberson Thiago Vieira           | 4-5 y 9    |
| RH-JF Team Wellbrock & Co    | Kawasaki    | Kawasaki Ninja ZX-6R | P    | 99  | Guilherme Annicchino            | 1-3 y 5-9  |
| RH-JF Team Wellbrock & Co    | Kawasaki    | Kawasaki Ninja ZX-6R | P    | 55  | Fabiano Guittis                 | Todas      |
| Bike 2000 Racing Team        | Kawasaki    | Kawasaki Ninja ZX-6R | P    | 64  | Rafael Dadário                  | 1-3 y 6    |
| Bike 2000 Racing Team        | Kawasaki    | Kawasaki Ninja ZX-6R | P    | 51  | Cristiano Nogueira              | 3 y 5      |
| Team Green Kawasaki          | Kawasaki    | Kawasaki Ninja ZX-6R | P    | 50  | Renato Monfort                  | 2-5 y 7-9  |
| Team Green Kawasaki          | Kawasaki    | Kawasaki Ninja ZX-6R | P    | 57  | Charles Moreira                 | 1 y 7-9    |
| Pirovano Racing Team         | Kawasaki    | Kawasaki Ninja ZX-6R | P    | 66  | Nickolas Barreto Arno           | 1-2 y 6-9  |
| Pirovano Racing Team         | Kawasaki    | Kawasaki Ninja ZX-6R | P    | 83  | Thiago Freitas "Pé de Pano"     | 2-3        |
| Total Bel-Ray Mertens Racing | Kawasaki    | Kawasaki Ninja ZX-6R | P    | 31  | Matheus Bueno de Oliveira       | Todas      |
| SMS Schmidt Motorsport       | Kawasaki    | Kawasaki Ninja ZX-6R | P    | 78  | Luís F. Kass Mwosa              | 1-2 y 5-9  |
| SMS Schmidt Motorsport       | Kawasaki    | Kawasaki Ninja ZX-6R | P    | 39  | Diego Rodrigues Botelho         | 1-2        |
| Team Isert                   | Kawasaki    | Kawasaki Ninja ZX-6R | P    | 24  | Jefferson Ramos Valcézia        | 3          |
| Team Isert                   | Kawasaki    | Kawasaki Ninja ZX-6R | P    | 1   | Atílio Bogo                     | 7-9        |
| Team Dynamics                | Kawasaki    | Kawasaki Ninja ZX-6R | P    | 4   | Luis Yukio Vatari               | 1-5        |
| Team Dynamics                | Kawasaki    | Kawasaki Ninja ZX-6R | P    | 90  | Diego R. Botelho "SpeedMan"     | 3 y 6-9    |

| Legenda             |
| ------------------- |
| Piloto da Temporada |
| Piloto Convidado    |
| Piloto Substituto   |

### Copa Honda CBR 500R
| Equipo                   | Constructor | Moto           | Neu. | N.º | Piloto                          | Rondas     |
| ------------------------ | ----------- | -------------- | ---- | --- | ------------------------------- | ---------- |
| Mototech                 | Honda       | Honda CBR 500R | P    | 17  | Igor Aquiyama Calura            | Todas      |
| Mototech                 | Honda       | Honda CBR 500R | P    | 93  | Bruno César                     | 4          |
| Solo Moto                | Honda       | Honda CBR 500R | P    | 56  | Leonardo Tamburro               | Todas      |
| Solo Moto                | Honda       | Honda CBR 500R | P    | 89  | Rodrigo Aragão Antonini         | 6 y 9      |
| RF Racing                | Honda       | Honda CBR 500R | P    | 77  | Ademílson Peixer                | Todas      |
| RF Racing                | Honda       | Honda CBR 500R | P    | 63  | Agnelo Citoli                   | 5          |
| VFT Racing               | Honda       | Honda CBR 500R | P    | 3   | Oswaldo Jorge Filho "Duende"    | Todas      |
| VFT Racing               | Honda       | Honda CBR 500R | P    | 78  | Cléber Parrado                  | Todas      |
| Asper Team               | Honda       | Honda CBR 500R | P    | 39  | Helder Franklin                 | 2-9        |
| Asper Team               | Honda       | Honda CBR 500R | P    | 13  | Alef Barbosa                    | Todas      |
| Paschoalin Racing        | Honda       | Honda CBR 500R | P    | 68  | Daniel Paschoalin               | 1-6        |
| Paschoalin Racing        | Honda       | Honda CBR 500R | P    | 59  | Lucas Paschoalin                | 3          |
| Dezeró Racing            | Honda       | Honda CBR 500R | P    | 98  | Lucas Dezeró                    | 1-6        |
| Dezeró Racing            | Honda       | Honda CBR 500R | P    | 95  | Felipe Pestana                  | 1-5        |
| Axon 7 Team              | Honda       | Honda CBR 500R | P    | 14  | Willian R. Ribeiro              | Todas      |
| Axon 7 Team              | Honda       | Honda CBR 500R | P    | 66  | Márcia Reis                     | 4-9        |
| Renzi Racing             | Honda       | Honda CBR 500R | P    | 23  | Rodrigo M. Jantônio             | Todas      |
| Renzi Racing             | Honda       | Honda CBR 500R | P    | 42  | Adalberto G. de Oliveira        | 1-2        |
| Blackflag Motorsport     | Honda       | Honda CBR 500R | P    | 75  | Rodrigo Espinha                 | 1-4 y 6-8  |
| Blackflag Motorsport     | Honda       | Honda CBR 500R | P    | 82  | Luigi Maffei Neto               | Todas      |
| Team AltoGo              | Honda       | Honda CBR 500R | P    | 83  | Geison Barros                   | 1-4, 6 y 9 |
| Team AltoGo              | Honda       | Honda CBR 500R | P    | 74  | Eduardo Akama                   | 1-4 y 6-8  |
| Oscar Team               | Honda       | Honda CBR 500R | P    | 96  | Diego Querzoli                  | 1-3 y 6-8  |
| Oscar Team               | Honda       | Honda CBR 500R | P    | 35  | Suzane Carvalho                 | 1-8        |
| Team MMR by Ram          | Honda       | Honda CBR 500R | P    | 53  | Marcus Munhoz "Tuba"            | 1-4        |
| Team MMR by Ram          | Honda       | Honda CBR 500R | P    | 30  | Rafael Nunes                    | 3          |
| Team Edard               | Honda       | Honda CBR 500R | P    | 51  | Rafael Paixão                   | 5 y 7-9    |
| Team Edard               | Honda       | Honda CBR 500R | P    | 31  | Marcos Vinícius Molero Colombo  | 1-4 y 6    |
| Rosso Corsa              | Honda       | Honda CBR 500R | P    | 33  | Santo Feltrin Neto              | 2          |
| Rosso Corsa              | Honda       | Honda CBR 500R | P    | 48  | Maurício Venhoven Martins Sagui | 1-4 y 6    |
| Tucci Racing Team        | Honda       | Honda CBR 500R | P    | 10  | Felipe César                    | 5-6        |
| Tucci Racing Team        | Honda       | Honda CBR 500R | P    | 61  | Wesley Leandro Ribeiro          | 4-5 y 7-9  |
| AG Motorsport Italia     | Honda       | Honda CBR 500R | P    | 32  | Marcelo Mazzucchelli Días       | 4 y 6      |
| AG Motorsport Italia     | Honda       | Honda CBR 500R | P    | 81  | Márcio Mazzucchelli Días        | 3          |
| Soradis Team             | Honda       | Honda CBR 500R | P    | 34  | Renan Felipe Barbosa Ramos      | 6 y 9      |
| Soradis Team             | Honda       | Honda CBR 500R | P    | 22  | André Filho                     | Todas      |
| Motoxracing              | Honda       | Honda CBR 500R | P    | 26  | Mauro Ramos                     | 5-6        |
| Motoxracing              | Honda       | Honda CBR 500R | P    | 25  | Moisés Ellias da Silva          | Todas      |
| Corse Clienti            | Honda       | Honda CBR 500R | P    | 90  | Othon Russo                     | 6 y 9      |
| Corse Clienti            | Honda       | Honda CBR 500R | P    | 8   | Bruno Monteiro Rodrigues        | 7-9        |
| ParkinGO Team            | Honda       | Honda CBR 500R | P    | 36  | Gabriel Paixão da Silva Lima    | 6          |
| ParkinGO Team            | Honda       | Honda CBR 500R | P    | 49  | Eduardo Zampieri                | 1-4        |
| Bike e Motor Racing Team | Honda       | Honda CBR 500R | P    | 54  | Ismael Gonzáles Baubeta         | 3          |
| Bike e Motor Racing Team | Honda       | Honda CBR 500R | P    | 52  | Marcelo Camargo                 | 1          |

| Legenda             |
| ------------------- |
| Piloto da Temporada |
| Piloto Convidado    |
| Piloto Substituto   |

### Copa Kawasaki Ninja 300R
| Equipo                      | Constructor | Moto                 | Neu. | N.º | Piloto                       | Rondas       |
| --------------------------- | ----------- | -------------------- | ---- | --- | ---------------------------- | ------------ |
| Hocking Motorsport          | Kawasaki    | Kawasaki Ninja ZX-6R | P    | 71  | Gustavo Carreira Gil         | 1-3 y 6-9    |
| Hocking Motorsport          | Kawasaki    | Kawasaki Ninja ZX-6R | P    | 44  | Fernando Cola                | 2 y 5        |
| TAFE Team Motorspor         | Kawasaki    | Kawasaki Ninja ZX-6R | P    | 66  | Marcus Vinícius Perrechil    | Todas        |
| TAFE Team Motorspor         | Kawasaki    | Kawasaki Ninja ZX-6R | P    | 88  | Rafael Sánches               | Todas        |
| Thalgo Racing Team          | Kawasaki    | Kawasaki Ninja ZX-6R | P    | 38  | Régis Gomes Primos           | 1-2 y 6-9    |
| Thalgo Racing Team          | Kawasaki    | Kawasaki Ninja ZX-6R | P    | 111 | Ricardo Garrido              | 1-3 y 7-8    |
| Tenth Corporation P/L       | Kawasaki    | Kawasaki Ninja ZX-6R | P    | 37  | Willian Ribeiro              | 4            |
| Tenth Corporation P/L       | Kawasaki    | Kawasaki Ninja ZX-6R | P    | 39  | Renato Martins               | 1-3 y 6-8    |
| Vienna Racing               | Kawasaki    | Kawasaki Ninja ZX-6R | P    | 28  | Weslley Leandro Ribeiro      | 1-3 y 7-8    |
| Vienna Racing               | Kawasaki    | Kawasaki Ninja ZX-6R | P    | 13  | Robinson Tomazini            | 2 y 9        |
| G+M Motorsport              | Kawasaki    | Kawasaki Ninja ZX-6R | P    | 95  | Pierre Balducci              | 5            |
| G+M Motorsport              | Kawasaki    | Kawasaki Ninja ZX-6R | P    | 1   | Emerson Marçal               | Todas        |
| Phoenix Motorsport          | Kawasaki    | Kawasaki Ninja ZX-6R | P    | 110 | Juliano Tasso                | 2-5          |
| Phoenix Motorsport          | Kawasaki    | Kawasaki Ninja ZX-6R | P    | 222 | Bruno César Borges           | 2 y 9        |
| Palmair Racing              | Kawasaki    | Kawasaki Ninja ZX-6R | P    | 514 | Antônio Rodrigues "Bequinho" | 1-2, 4 y 6-9 |
| Palmair Racing              | Kawasaki    | Kawasaki Ninja ZX-6R | P    | 5   | Rodne Rufino                 | 1-3 y 6-9    |
| Caltex CXT Racing           | Kawasaki    | Kawasaki Ninja ZX-6R | P    | 20  | Wanderson Bandeira           | Todas        |
| Caltex CXT Racing           | Kawasaki    | Kawasaki Ninja ZX-6R | P    | 64  | Edinho Monteiro              | 1-4 y 7-9    |
| Moffat Enterprises          | Kawasaki    | Kawasaki Ninja ZX-6R | P    | 81  | Marco Antônio Reis           | Todas        |
| Moffat Enterprises          | Kawasaki    | Kawasaki Ninja ZX-6R | P    | 7   | Lauro Mascaretti             | Todas        |
| Holden Racing Team          | Kawasaki    | Kawasaki Ninja ZX-6R | P    | 42  | Gustavo Aldegheri            | Todas        |
| Holden Racing Team          | Kawasaki    | Kawasaki Ninja ZX-6R | P    | 26  | Ricardo de Barros            | Todas        |
| Huber Racing                | Kawasaki    | Kawasaki Ninja ZX-6R | P    | 333 | Júnior Américo de Oliveira   | 3            |
| Huber Racing                | Kawasaki    | Kawasaki Ninja ZX-6R | P    | 792 | Gustavo A. Henriques         | 3            |
| Hixon Motor Sports          | Kawasaki    | Kawasaki Ninja ZX-6R | P    | 23  | Ricardo Días                 | 2            |
| Hixon Motor Sports          | Kawasaki    | Kawasaki Ninja ZX-6R | P    | 46  | Rubens Pacheco               | 3            |
| West WTS Racing             | Kawasaki    | Kawasaki Ninja ZX-6R | P    | 2   | Maurício Nogueira            | 1, 3 y 6-8   |
| West WTS Racing             | Kawasaki    | Kawasaki Ninja ZX-6R | P    | 32  | Norival Lotério              | 4-5          |
| Bongers Motorsport          | Kawasaki    | Kawasaki Ninja ZX-6R | P    | 22  | Renato Berto                 | 1-6          |
| Bongers Motorsport          | Kawasaki    | Kawasaki Ninja ZX-6R | P    | 78  | Rafael Gomes Traldi          | 1, 4-5 y 7-8 |
| Formula Project Racing      | Kawasaki    | Kawasaki Ninja ZX-6R | P    | 252 | Carlos Passaro               | Todas        |
| Formula Project Racing      | Kawasaki    | Kawasaki Ninja ZX-6R | P    | 629 | Rômulo Yoshida               | 2-4          |
| Bossini Racing Team         | Kawasaki    | Kawasaki Ninja ZX-6R | P    | 411 | Júnior Lotério               | 1-3 y 6-9    |
| Bossini Racing Team         | Kawasaki    | Kawasaki Ninja ZX-6R | P    | 501 | André Ming                   | Todas        |
| Superpower Engineering      | Kawasaki    | Kawasaki Ninja ZX-6R | P    | 999 | Marcelo A. Cristal           | 1, 3 y 6-9   |
| Superpower Engineering      | Kawasaki    | Kawasaki Ninja ZX-6R | P    | 19  | Wagner Nascimento Filho      | Todas        |
| G-Son Racing                | Kawasaki    | Kawasaki Ninja ZX-6R | P    | 45  | Leonardo Muniz "Leozinho"    | 1-5 y 7-9    |
| G-Son Racing                | Kawasaki    | Kawasaki Ninja ZX-6R | P    | 89  | Norton Tadeu Jr              | 1-5 y 7-9    |
| Team Bonnaudin Racing       | Kawasaki    | Kawasaki Ninja ZX-6R | P    | 49  | Fernando Rogério Carneiro    | 1-3 y 6-9    |
| Team Bonnaudin Racing       | Kawasaki    | Kawasaki Ninja ZX-6R | P    | 84  | Ernani Lourenço              | Todas        |
| 737 Performance             | Kawasaki    | Kawasaki Ninja ZX-6R | P    | 60  | Angelo Fernando Vieira       | 1-6          |
| 737 Performance             | Kawasaki    | Kawasaki Ninja ZX-6R | P    | 27  | Cristiano Aires              | 1-3 y 6-9    |
| Team Green MoTec            | Kawasaki    | Kawasaki Ninja ZX-6R | P    | 62  | Rafael Ferreira              | 1-3 y 5-9    |
| Team Green MoTec            | Kawasaki    | Kawasaki Ninja ZX-6R | P    | 87  | Bartolomeu Correia Filho     | 1-2 y 4-9    |
| ANS Motorsport              | Kawasaki    | Kawasaki Ninja ZX-6R | P    | 444 | Rafael da Costa              | 1, 3-4 y 7-8 |
| ANS Motorsport              | Kawasaki    | Kawasaki Ninja ZX-6R | P    | 25  | Carlinhos Andrade            | 4            |
| 9MM Energy Drink BUD Racing | Kawasaki    | Kawasaki Ninja ZX-6R | P    | 69  | Felipe Diniz                 | 1-3, 5 y 7-8 |
| 9MM Energy Drink BUD Racing | Kawasaki    | Kawasaki Ninja ZX-6R | P    | 3   | Paulo Moraes Ferreira        | 1 y 6-8      |
| ANS Motorsport              | Kawasaki    | Kawasaki Ninja ZX-6R | P    | 99  | Sarah Conessa                | 2            |
| ANS Motorsport              | Kawasaki    | Kawasaki Ninja ZX-6R | P    | 8   | Abimael Silva de Souza       | 1-3 y 5-9    |
| Fred Team                   | Kawasaki    | Kawasaki Ninja ZX-6R | P    | 876 | Luiz Henrique Borges         | 4            |
| Fred Team                   | Kawasaki    | Kawasaki Ninja ZX-6R | P    | 511 | Gabriel da Silva             | 2 y 5        |
| Prudent Compétition         | Kawasaki    | Kawasaki Ninja ZX-6R | P    | 006 | Ânderson M. Pereira          | 2            |
| Prudent Compétition         | Kawasaki    | Kawasaki Ninja ZX-6R | P    | 74  | Rogério Munuera Fernandes    | 2-3          |
| Sport Promotion             | Kawasaki    | Kawasaki Ninja ZX-6R | P    | 6   | José Roberto Saraiva         | 2-3          |
| Sport Promotion             | Kawasaki    | Kawasaki Ninja ZX-6R | P    | 47  | Cleiton Cavalcante da Silva  | 2            |
| Fievre Compétition          | Kawasaki    | Kawasaki Ninja ZX-6R | P    | 18  | Alexsander Cantalogo         | 1-6 y 9      |
| Fievre Compétition          | Kawasaki    | Kawasaki Ninja ZX-6R | P    | 86  | Pedro Henrique Ramos e Silva | 2 y 4        |
| STAC Team                   | Kawasaki    | Kawasaki Ninja ZX-6R | P    | 36  | Deivid Monteiro da Silva     | Todas        |
| STAC Team                   | Kawasaki    | Kawasaki Ninja ZX-6R | P    | 61  | Giuliano Cesarini            | 1-5 y 7-9    |
| Lamo Racing                 | Kawasaki    | Kawasaki Ninja ZX-6R | P    | 59  | Carlos Alberto Bento         | 1 y 3-9      |
| Lamo Racing                 | Kawasaki    | Kawasaki Ninja ZX-6R | P    | 954 | Cícero Lourenço              | 1-3 y 6-9    |
| LR Promotion                | Kawasaki    | Kawasaki Ninja ZX-6R | P    | 73  | Edison Yamazato              | 3 y 5        |
| LR Promotion                | Kawasaki    | Kawasaki Ninja ZX-6R | P    | 72  | Ronaldo N. Nogueira          | 5            |
| ROSSEL Compétition          | Kawasaki    | Kawasaki Ninja ZX-6R | P    | 14  | Bruno Santos Pinho           | 2-3          |
| ROSSEL Compétition          | Kawasaki    | Kawasaki Ninja ZX-6R | P    | 55  | Rafael Pinheiro "Mineiro"    | 4-5          |
| Tordeux Sport               | Kawasaki    | Kawasaki Ninja ZX-6R | P    | 93  | André Gama                   | 1-3 y 6-9    |
| Tordeux Sport               | Kawasaki    | Kawasaki Ninja ZX-6R | P    | 56  | Niko Ramos                   | Todas        |

| Legenda             |
| ------------------- |
| Piloto da Temporada |
| Piloto Convidado    |
| Piloto Substituto   |

### Honda Junior Cup
| Equipo                 | Constructor | Moto            | Neu. | N.º | Piloto                    | Rondas    |
| ---------------------- | ----------- | --------------- | ---- | --- | ------------------------- | --------- |
| Spirit Racing          | Honda       | Honda Titan 150 | P    | 59  | Davi Machado Gomide       | 1-4 y 6-9 |
| Spirit Racing          | Honda       | Honda Titan 150 | P    | 11  | Rafael Antônio Fernandes  | 2-9       |
| MotoSchool Racing Team | Honda       | Honda Titan 150 | P    | 54  | Kaywan Alves Freire Costa | 2-9       |
| MotoSchool Racing Team | Honda       | Honda Titan 150 | P    | 69  | Lucas Randi Chiappetta    | 1-3       |
| Honda Junior Racing    | Honda       | Honda Titan 150 | P    | 27  | Renzo Ferreira            | Todas     |
| Honda Junior Racing    | Honda       | Honda Titan 150 | P    | 23  | Wayner Álvarez            | 1         |
| RC Motorsport          | Honda       | Honda Titan 150 | P    | 57  | Fernando Lugano           | 3         |
| RC Motorsport          | Honda       | Honda Titan 150 | P    | 58  | Lucas Cristian Prates     | 7-9       |
| Venturini Racing       | Honda       | Honda Titan 150 | P    | 65  | Kevin Santos Fontainha    | 5 y 7-9   |
| Venturini Racing       | Honda       | Honda Titan 150 | P    | 1   | Guilherme Brito           | 4-6       |
| Honda Women's Racing   | Honda       | Honda Titan 150 | P    | 91  | María Fernanda Rocha      | Todas     |
| Honda Women's Racing   | Honda       | Honda Titan 150 | P    | 15  | Thaísa Valéria            | 5 y 9     |
| Bowman Racing          | Honda       | Honda Titan 150 | P    | 22  | Giovana Erbolato Lopes    | 1-6       |
| Bowman Racing          | Honda       | Honda Titan 150 | P    | 48  | Lucas Paolillo Cabaco     | 1-3 y 5-9 |

| Legenda             |
| ------------------- |
| Piloto da Temporada |
| Piloto Convidado    |
| Piloto Substituto   |

## Resultados

### Superbike
| Ronda | Circuito                           | Fecha            | Pole Position    | Vuelta rápida    | Piloto ganador   | Equipo ganador          | Constructor | Ref.   |
| ----- | ---------------------------------- | ---------------- | ---------------- | ---------------- | ---------------- | ----------------------- | ----------- | ------ |
| 1     | Grande Prêmio de São Paulo         | 13 de abril      | Maico Teixeira   | Maico Teixeira   | Maico Teixeira   | Honda Mobil Racing      | Honda       | [ 10 ] |
| 2     | Grande Prêmio Petrobras            | 4 de mayo        | Maico Teixeira   | Maico Teixeira   | Maico Teixeira   | Honda Mobil Racing      | Honda       | [ 11 ] |
| 3     | Grande Prêmio Chevrolet            | 8 de junio       | Maico Teixeira   | Maico Teixeira   | Sebastiano Zerbo | Squadra Ducati Ribeirão | Ducati      | [ 12 ] |
| 4     | Grande Prêmio de Curitiba          | 20 de julio      | Sebastiano Zerbo | Sebastiano Zerbo | Sebastiano Zerbo | Squadra Ducati Ribeirão | Ducati      | [ 13 ] |
| 5     | Grande Prêmio TNT Energy Drink     | 17 de agosto     | Maico Teixeira   | Maico Teixeira   | Maico Teixeira   | Honda Mobil Racing      | Honda       | [ 14 ] |
| 6     | Grande Prêmio de Cascavel          | 21 de septiembre | Maico Teixeira   | Maico Teixeira   | Maico Teixeira   | Honda Mobil Racing      | Honda       | [ 15 ] |
| 7     | Grande Prêmio de Santa Cruz do Sul | 19 de octubre    | Sebastiano Zerbo | Sebastiano Zerbo | Sebastiano Zerbo | Squadra Ducati Ribeirão | Ducati      | [ 16 ] |
| 8     | Grande Prêmio de Brasília          | 30 de noviembre  | Maico Teixeira   | Maico Teixeira   | Maico Teixeira   | Honda Mobil Racing      | Honda       | [ 17 ] |
| 9     | Grande Prêmio de Interlagos        | 14 de diciembre  | Diego Pretel     | Sebastiano Zerbo | Sebastiano Zerbo | Squadra Ducati Ribeirão | Ducati      | [ 17 ] |

### Superbike Light
| Ronda | Circuito                           | Fecha            | Pole Position   | Vuelta rápida     | Piloto ganador  | Equipo ganador         | Constructor | Ref.   |
| ----- | ---------------------------------- | ---------------- | --------------- | ----------------- | --------------- | ---------------------- | ----------- | ------ |
| 1     | Grande Prêmio de São Paulo         | 13 de abril      | Ricardo Levy    | Marcelo Skaf      | Marcelo Skaf    | MotoSchool Racing Team | Kawasaki    | [ 18 ] |
| 2     | Grande Prêmio Petrobras            | 4 de mayo        | Rodrigo Sobral  | Fernando Guerra   | Fernando Guerra | Tecfil Racing Team     | Kawasaki    | [ 19 ] |
| 3     | Grande Prêmio Chevrolet            | 8 de junio       | Ricardo Levy    | Rodrigo Sobral    | Fernando Guerra | Tecfil Racing Team     | Kawasaki    | [ 20 ] |
| 4     | Grande Prêmio de Curitiba          | 20 de julio      | Rodrigo Sobral  | Rodrigo Sobral    | Rodrigo Sobral  | Solo Moto              | BMW         | [ 21 ] |
| 5     | Grande Prêmio TNT Energy Drink     | 17 de agosto     | Rodrigo Sobral  | Fernando Guerra   | Rodrigo Sobral  | Solo Moto              | BMW         | [ 22 ] |
| 6     | Grande Prêmio de Cascavel          | 21 de septiembre | Fernando Guerra | Fernando Guerra   | Fernando Guerra | Tecfil Racing Team     | Kawasaki    | [ 23 ] |
| 7     | Grande Prêmio de Santa Cruz do Sul | 19 de octubre    | Fernando Guerra | Sérgio B. Pereira | Marcelo Skaf    | MotoSchool Racing Team | Kawasaki    | [ 24 ] |
| 8     | Grande Prêmio de Brasília          | 30 de noviembre  | Sérgio Makoto   | Luciano Pokémon   | Marcelo Skaf    | MotoSchool Racing Team | Kawasaki    | [ 25 ] |
| 9     | Grande Prêmio de Interlagos        | 14 de diciembre  | Fernando Guerra | Fernando Guerra   | Fernando Guerra | Tecfil Racing Team     | Kawasaki    | [ 26 ] |

### Supersport 600
| Ronda | Circuito                           | Fecha            | Pole Position      | Vuelta rápida      | Piloto ganador     | Equipo ganador         | Constructor | Ref.   |
| ----- | ---------------------------------- | ---------------- | ------------------ | ------------------ | ------------------ | ---------------------- | ----------- | ------ |
| 1     | Grande Prêmio de São Paulo         | 13 de abril      | Douglas Figueiredo | Danilo Lewis       | Danilo Lewis       | Tecfil Racing Team     | Kawasaki    | [ 27 ] |
| 2     | Grande Prêmio Petrobras            | 4 de mayo        | Douglas Figueiredo | Luiz Cerciari      | Luiz Cerciari      | Cerciari Racing School | Yamaha      | [ 28 ] |
| 3     | Grande Prêmio Chevrolet            | 8 de junio       | Danilo Lewis       | Danilo Lewis       | Danilo Lewis       | Tecfil Racing Team     | Kawasaki    | [ 29 ] |
| 4     | Grande Prêmio de Curitiba          | 20 de julio      | Gabriel Peralta    | Douglas Figueiredo | Douglas Figueiredo | Scuderia 111           | Kawasaki    | [ 30 ] |
| 5     | Grande Prêmio TNT Energy Drink     | 17 de agosto     | Douglas Pecoraro   | Alex Schultz       | Luiz Cerciari      | Cerciari Racing School | Yamaha      | [ 31 ] |
| 6     | Grande Prêmio de Cascavel          | 21 de septiembre | Danilo Lewis       | Danilo Lewis       | Danilo Lewis       | Tecfil Racing Team     | Kawasaki    | [ 32 ] |
| 7     | Grande Prêmio de Santa Cruz do Sul | 19 de octubre    | Danilo Lewis       | Danilo Lewis       | Danilo Lewis       | Tecfil Racing Team     | Kawasaki    | [ 33 ] |
| 8     | Grande Prêmio de Brasília          | 30 de noviembre  | Danilo Lewis       | Danilo Lewis       | Danilo Lewis       | Tecfil Racing Team     | Kawasaki    | [ 34 ] |
| 9     | Grande Prêmio de Interlagos        | 14 de diciembre  | Danilo Lewis       | Danilo Lewis       | Édson Fibla        | Grupo NVS              | Kawasaki    | [ 35 ] |

### Copa Kawasaki Ninja 600
| Ronda | Circuito                           | Fecha            | Pole Position                  | Vuelta rápida                  | Piloto ganador         | Equipo ganador     | Constructor | Ref.   |
| ----- | ---------------------------------- | ---------------- | ------------------------------ | ------------------------------ | ---------------------- | ------------------ | ----------- | ------ |
| 1     | Grande Prêmio de São Paulo         | 13 de abril      | Júnior Moreira                 | Marcus Vinícius M. Purificação | Júnior Moreira         | Deldiche Racing    | Kawasaki    | [ 36 ] |
| 2     | Grande Prêmio Petrobras            | 4 de mayo        | Marcus Vinícius M. Purificação | Júnior Moreira                 | Flávio Pavanelli       | Belt Racing        | Kawasaki    | [ 37 ] |
| 3     | Grande Prêmio Chevrolet            | 8 de junio       | Flávio Pavanelli               | Marcus Vinícius M. Purificação | Flávio Pavanelli       | Belt Racing        | Kawasaki    | [ 38 ] |
| 4     | Grande Prêmio de Curitiba          | 20 de julio      | Júnior Moreira                 | Júnior Moreira                 | Júnior Moreira         | Deldiche Racing    | Kawasaki    | [ 39 ] |
| 5     | Grande Prêmio TNT Energy Drink     | 17 de agosto     | Júnior Moreira                 | João Gomes Jr                  | Júnior Moreira         | Deldiche Racing    | Kawasaki    | [ 40 ] |
| 6     | Grande Prêmio de Cascavel          | 21 de septiembre | Diego Garrido Viveiros         | Diego Garrido Viveiros         | Diego Garrido Viveiros | Azulim Indy Racing | Kawasaki    | [ 41 ] |
| 7     | Grande Prêmio de Santa Cruz do Sul | 19 de octubre    | André Ferrari                  | André Ferrari                  | Diego Garrido Viveiros | Azulim Indy Racing | Kawasaki    | [ 42 ] |
| 8     | Grande Prêmio de Brasília          | 30 de noviembre  | Marcus Vinícius M. Purificação | Júnior Moreira                 | Júnior Moreira         | Deldiche Racing    | Kawasaki    | [ 43 ] |
| 9     | Grande Prêmio de Interlagos        | 14 de diciembre  | Flávio Pavanelli               | Flávio Pavanelli               | Flávio Pavanelli       | Belt Racing        | Kawasaki    | [ 44 ] |

### Copa Honda CBR 500R
| Ronda | Circuito                           | Fecha            | Pole Position        | Vuelta rápida                | Piloto ganador       | Equipo ganador | Constructor | Ref.   |
| ----- | ---------------------------------- | ---------------- | -------------------- | ---------------------------- | -------------------- | -------------- | ----------- | ------ |
| 1     | Grande Prêmio de São Paulo         | 13 de abril      | Ademílson Peixer     | Ademílson Peixer             | Igor Aquiyama Calura | Mototech       | Honda       | [ 45 ] |
| 2     | Grande Prêmio Petrobras            | 4 de mayo        | Leonardo Tamburro    | Leonardo Tamburro            | Leonardo Tamburro    | Solo Moto      | Honda       | [ 46 ] |
| 3     | Grande Prêmio Chevrolet            | 8 de junio       | Leonardo Tamburro    | Oswaldo Jorge Filho "Duende" | Igor Aquiyama Calura | Mototech       | Honda       | [ 47 ] |
| 4     | Grande Prêmio de Curitiba          | 20 de julio      | Ademílson Peixer     | Ademílson Peixer             | Leonardo Tamburro    | Solo Moto      | Honda       | [ 48 ] |
| 5     | Grande Prêmio TNT Energy Drink     | 17 de agosto     | Ademílson Peixer     | Daniel Paschoalin            | Leonardo Tamburro    | Solo Moto      | Honda       | [ 49 ] |
| 6     | Grande Prêmio de Cascavel          | 21 de septiembre | Igor Aquiyama Calura | Alef Barbosa                 | Igor Aquiyama Calura | Mototech       | Honda       | [ 50 ] |
| 7     | Grande Prêmio de Santa Cruz do Sul | 19 de octubre    | Cléber Parrado       | Leonardo Tamburro            | Ademílson Peixer     | RF Racing      | Honda       | [ 51 ] |
| 8     | Grande Prêmio de Brasília          | 30 de noviembre  | Leonardo Tamburro    | Luigi Maffei Neto            | Igor Aquiyama Calura | Mototech       | Honda       | [ 52 ] |
| 9     | Grande Prêmio de Interlagos        | 14 de diciembre  | Igor Aquiyama Calura | Igor Aquiyama Calura         | Igor Aquiyama Calura | Mototech       | Honda       | [ 53 ] |

### Copa Kawasaki Ninja 300R
| Ronda | Circuito                           | Fecha            | Pole Position        | Vuelta rápida        | Piloto ganador       | Equipo ganador     | Constructor | Ref.   |
| ----- | ---------------------------------- | ---------------- | -------------------- | -------------------- | -------------------- | ------------------ | ----------- | ------ |
| 1     | Grande Prêmio de São Paulo         | 13 de abril      | Cristiano Aires      | Marco Antônio Reis   | Marco Antônio Reis   | Moffat Enterprises | Kawasaki    | [ 54 ] |
| 2     | Grande Prêmio Petrobras            | 4 de mayo        | Gustavo Carreira Gil | Cristiano Aires      | Gustavo Carreira Gil | Hocking Motorsport | Kawasaki    | [ 55 ] |
| 3     | Grande Prêmio Chevrolet            | 8 de junio       | André Gama           | André Gama           | André Gama           | Tordeux Sport      | Kawasaki    | [ 56 ] |
| 4     | Grande Prêmio de Curitiba          | 20 de julio      | Marco Antônio Reis   | Marco Antônio Reis   | Marco Antônio Reis   | Moffat Enterprises | Kawasaki    | [ 57 ] |
| 5     | Grande Prêmio TNT Energy Drink     | 17 de agosto     | Emerson Marçal       | Carlos Passaro       | Marco Antônio Reis   | Moffat Enterprises | Kawasaki    | [ 58 ] |
| 6     | Grande Prêmio de Cascavel          | 21 de septiembre | Gustavo Carreira Gil | Wanderson Bandeira   | Gustavo Carreira Gil | Hocking Motorsport | Kawasaki    | [ 59 ] |
| 7     | Grande Prêmio de Santa Cruz do Sul | 19 de octubre    | Gustavo Carreira Gil | Gustavo Carreira Gil | Gustavo Carreira Gil | Hocking Motorsport | Kawasaki    | [ 60 ] |
| 8     | Grande Prêmio de Brasília          | 30 de noviembre  | Gustavo Carreira Gil | Gustavo Carreira Gil | Gustavo Carreira Gil | Hocking Motorsport | Kawasaki    | [ 61 ] |
| 9     | Grande Prêmio de Interlagos        | 14 de diciembre  | Gustavo Carreira Gil | Gustavo Carreira Gil | Gustavo Carreira Gil | Hocking Motorsport | Kawasaki    | [ 62 ] |

### Honda Junior Cup
| Ronda | Circuito                           | Fecha            | Pole Position                | Vuelta rápida                | Piloto ganador            | Equipo ganador         | Constructor | Ref.   |
| ----- | ---------------------------------- | ---------------- | ---------------------------- | ---------------------------- | ------------------------- | ---------------------- | ----------- | ------ |
| 1     | Grande Prêmio de São Paulo         | 13 de abril      | Davi Machado Gomide          | Davi Machado Gomide          | Davi Machado Gomide       | Spirit Racing          | Honda       | [ 63 ] |
| 2     | Grande Prêmio Petrobras            | 4 de mayo        | Davi Machado Gomide          | Davi Machado Gomide          | Davi Machado Gomide       | Spirit Racing          | Honda       | [ 64 ] |
| 3     | Grande Prêmio Chevrolet            | 8 de junio       | Davi Machado Gomide          | Kaywan Alves Freire da Costa | Davi Machado Gomide       | Spirit Racing          | Honda       | [ 65 ] |
| 4     | Grande Prêmio de Curitiba          | 20 de julio      | Kaywan Alves Freire da Costa | Kaywan Alves Freire da Costa | Kaywan Alves Freire Costa | MotoSchool Racing Team | Honda       | [ 66 ] |
| 5     | Grande Prêmio TNT Energy Drink     | 17 de agosto     | Kaywan Alves Freire da Costa | Rafael Antônio Fernandes     | Kaywan Alves Freire Costa | MotoSchool Racing Team | Honda       | [ 67 ] |
| 6     | Grande Prêmio de Cascavel          | 21 de septiembre | Guilherme Brito              | Kaywan Alves Freire da Costa | Kaywan Alves Freire Costa | MotoSchool Racing Team | Honda       | [ 68 ] |
| 7     | Grande Prêmio de Santa Cruz do Sul | 19 de octubre    | Renzo Ferreira               | Renzo Ferreira               | Renzo Ferreira            | Honda Junior Racing    | Honda       | [ 69 ] |
| 8     | Grande Prêmio de Brasília          | 30 de noviembre  | Renzo Ferreira               | Renzo Ferreira               | Renzo Ferreira            | Honda Junior Racing    | Honda       | [ 70 ] |
| 9     | Grande Prêmio de Interlagos        | 14 de diciembre  | Renzo Ferreira               | Renzo Ferreira               | Renzo Ferreira            | Honda Junior Racing    | Honda       | [ 71 ] |

## Clasificación
- Los desempates se decidirán por números de victorias, seguido por cantidad de segundos puestos, terceros, etc.; luego por posición de llegada en la carrera anterior; luego por sorteo aleatorio.[72][73]

### Superbike
| Icono | Categoría     |
| ----- | ------------- |
| PRO   | PRO           |
| MAS   | PRO Master    |
| PAM   | PRO AM        |
| PES   | Pro Estreante |

| Pos | Piloto                            | Moto      | Clase | SPO | PET | CHE | CTB | TNT | CAS | SCZ | BRA | INT | Pts |
| --- | --------------------------------- | --------- | ----- | --- | --- | --- | --- | --- | --- | --- | --- | --- | --- |
| 1   | Maico Teixeira                    | Honda     | PRO   | 1   | 1   | 2   | 2   | 1   | 1   | 2   | 1   | 2   | 213 |
| 2   | José Luiz Teixeira Jr "Cachorrão" | Honda     | PRO   | 2   | 3   | 3   | 3   | 2   | 3   | 3   | 2   | 3   | 186 |
| 3   | Sebastiano Zerbo                  | Ducati    | PRO   | 3   | Ret | 1   | 1   | DSQ | 2   | 1   | 4   | 1   | 160 |
| 4   | Diego Pretel                      | Ducati    | PRO   | 4   | 2   | 4   | 7   | Ret | 4   | 4   | 8   | 4   | 139 |
| 5   | Massao Nishimoto                  | Kawasaki  | PRO   | Ret | 5   | 10  | 5   | 3   | 5   | 5   | 3   | Ret | 115 |
| 6   | Sabrina Paiuta                    | Kawasaki  | PES   | 5   | 4   | 6   | 6   | 5   | Ret | 14  | 9   | 9   | 111 |
| 7   | Bruno Corano                      | Kawasaki  | PRO   | 6   | Ret | 5   | 4   | 4   | 15  | 10  | 5   | 11  | 110 |
| 8   | André Luis Paiato                 | BMW       | PES   | 15  | 9   | Ret | 13  | 6   | 13  | 7   | 6   | 5   | 94  |
| 9   | João Sobreira                     | Kawasaki  | PES   | 11  | 12  | 14  | 14  | 8   | 8   | 13  | 11  | 6   | 92  |
| 10  | Pablo Nunes Moysés                | BMW       | PRO   |     | 21  | 8   | 9   | 7   | 11  | 8   | 7   | 7   | 90  |
| 11  | Daniel Gurgel Mendonça            | Kawasaki  | PRO   |     | 13  | 9   | 10  | 10  | DNS | 6   | Ret | 10  | 68  |
| 12  | Ricardo Negretto                  | Kawasaki  | PAM   | 10  | 14  | 11  | 11  | 9   | 16  | NC  | Ret | 12  | 64  |
| 13  | Marcelo Skaf                      | Kawasaki  | PAM   | 12  | 11  | 12  | 12  | Ret | 10  |     |     | 8   | 61  |
| 14  | Adriano Nogueira "Carioca"        | Kawasaki  | PES   | 19  | 16  | 17  | 15  | 13  | 12  | 12  | 12  | 15  | 58  |
| 15  | Rafael Paschoalin                 | Honda     | PRO   | 7   | 6   | 7   |     |     |     |     |     |     | 43  |
| 16  | Mauro Thomassini                  | Honda     | PRO   | 14  | 10  | 13  | Ret | 11  | Ret |     |     |     | 36  |
| 17  | Mauro Beni                        | Kawasaki  | MAS   | 17  | 18  | 19  | 17  | 17  | 14  | Ret | 14  | 19  | 33  |
| 18  | Ricardo Fox                       | Kawasaki  | PRO   | 8   | 8   |     |     |     |     |     |     |     | 26  |
| 19  | Irineu Trudes Jr "Juninho"        | BMW       | PRO   | Ret | 15  | 16  | Ret | 12  |     |     |     | 16  | 25  |
| 20  | Rogério Gentil Fernandes          | Suzuki    | PAM   |     |     |     |     |     |     | 9   | 10  |     | 23  |
| 21  | Daniel Toloni                     | BMW       | PAM   |     |     |     |     | Ret |     | 11  | 13  | 17  | 22  |
| 22  | Fábio Nallin                      | MV Agusta | PES   |     |     |     |     |     |     | 15  | 15  | 13  | 20  |
| 23  | Rafael Nunes                      | MV Agusta | PAM   |     |     |     |     |     | 6   |     |     |     | 15  |
| 24  | Jaime Cristobal                   | Kawasaki  | PRO   |     | 7   |     |     |     |     |     |     |     | 14  |
| 25  | Édson Luís de Souza               | Aprilia   | MAS   |     |     |     |     |     | 7   |     |     |     | 14  |
| 26  | Beto van Cleef                    | Kawasaki  | PAM   | Ret |     | Ret | 8   |     |     |     |     |     | 13  |
| 27  | Maurício Paludete "Lingüiça"      | Suzuki    | PRO   |     |     | 15  |     | 14  |     |     |     |     | 13  |
| 28  | Fernando Guerra                   | Yamaha    | PAM   |     |     |     |     |     | 9   |     |     | Ret | 12  |
| 29  | Nasser Hassan Al-Malki            | Kawasaki  | PES   | 9   |     |     |     |     |     |     |     |     | 12  |
| 30  | Marcello de Souza                 | Kawasaki  | PAM   | 16  | 17  | 18  |     |     |     |     |     |     | 12  |
| 31  | Rodrigo Rocky                     | BMW       | PAM   | 20  | 19  | 21  | 18  | 18  | NC  | Ret | INF | 18  | 12  |
| 32  | Cláudio Linares Jr "Claudinho"    | Kawasaki  | PAM   |     |     | 27  | 16  | 16  | Wth |     |     |     | 10  |
| 33  | Elson Tenebra Otero               | Kawasaki  | MAS   | 18  | 20  | 22  | 19  | 19  | Ret | Ret | Ret | 20  | 9   |
| 34  | Davi Lara Costa                   | Kawasaki  | PRO   | 13  |     |     |     |     |     |     |     |     | 8   |
| 35  | James Michael                     | Yamaha    | PRO   |     |     |     |     |     |     |     |     | 14  | 7   |
| 36  | Willians Sales Piuí               | Suzuki    | PES   |     |     | 20  |     | 15  |     |     |     |     | 7   |
| 37  | Eduardo Lataro                    | Yamaha    | PAM   |     |     |     |     |     | 17  |     |     |     | 4   |
| 38  | Adílson Natal Boneti              | Yamaha    | PRO   |     |     |     |     |     | 18  |     |     | 21  | 3   |
| 39  | Afrânio de Almeida Jr             | Suzuki    | PAM   |     |     | Ret | 20  | 20  |     |     |     |     | 2   |
| 40  | Othon "Voador" Russo              | Honda     | MAS   |     |     | 23  |     |     |     |     |     |     | 0   |
| 41  | Leonel Vergínio                   | Kawasaki  | PRO   |     |     | 24  |     |     |     |     |     |     | 0   |
| 42  | Francisco J. de Lima Neto         | Kawasaki  | MAS   |     |     | 25  |     |     |     |     |     |     | 0   |
| 43  | Sérgio P. Pereira                 | Kawasaki  | PAM   |     |     | 26  |     |     |     |     |     |     | 0   |
| 44  | Ricardo Matiussi                  | Honda     | PRO   | Ret |     |     |     |     |     |     |     |     | 0   |
| 45  | João Ricardo Reis                 | Kawasaki  | MAS   |     |     |     |     |     |     |     |     | Ret | 0   |
| 46  | Wesler Franco Godoy               | Aprilia   | PES   |     |     |     |     |     | DSQ |     |     |     | 0   |
| 47  | Darci Cézar Anadão                | Suzuki    | MAS   |     |     |     |     |     | Ret |     |     |     | 0   |
| 48  | Alexandre Euzébio                 | Kawasaki  | PAM   |     |     | Ret |     |     |     |     |     |     | 0   |
| 49  | Brandon Cretu                     | Honda     | PRO   |     |     | Ret |     |     |     |     |     |     | 0   |
| 50  | Eduardo Rodrigues                 | Kawasaki  | PRO   |     |     | Ret | Ret |     |     |     |     |     | 0   |
| 51  | José Cunha                        | Honda     | PAM   |     |     |     |     | Ret |     |     |     |     | 0   |
| 52  | Norberto Scarmeloto               | Kawasaki  | PES   |     |     |     |     | DNS |     |     |     |     | 0   |
| Pos | Piloto                            | Moto      | Clase | SPO | PET | CHE | CTB | TNT | CAS | SCZ | BRA | INT | Pts |

| Color     | Resultado                                                               |
| --------- | ----------------------------------------------------------------------- |
| Oro       | Ganador                                                                 |
| Plata     | 2.ª plaza                                                               |
| Bronce    | 3.ª plaza                                                               |
| Verde     | Finalizó en los puntos                                                  |
| Azul      | Finalizó sin puntos                                                     |
| Azul      | NC - No clasificado                                                     |
| Violeta   | Ret - No terminó (Carrera)                                              |
| Rojo      | DNQ - No se clasificó                                                   |
| Negro     | DSQ - Descalificado                                                     |
| Blanco    | DNS - No empezó (carrera)                                               |
| Blanco    | WD - Retirado (fin de semana)                                           |
| Blanco    | C - Carrera cancelada                                                   |
| Sin color | DNP - Inscrito pero no participó                                        |
| Sin color | INJ - Lesionado                                                         |
| Sin color | EX - Excluido                                                           |
| Estado    | Resultado                                                               |
| Negrita   | Pole position                                                           |
| Cursiva   | Vuelta rápida                                                           |
| †         | Abandona, pero clasifica al completar el porcentaje requerido para ello |

### Campeonato de Constructores
| Pos. | Constructor | SPO | PET | CHE | CTB | TNT | CAS | SCZ | BRA | INT | Pts. |
| ---- | ----------- | --- | --- | --- | --- | --- | --- | --- | --- | --- | ---- |
| 1    | Honda       | 1   | 1   | 2   | 2   | 1   | 1   | 2   | 1   | 2   | 213  |
| 2    | Ducati      | 3   | 2   | 1   | 1   | Ret | 2   | 1   | 4   | 1   | 182  |
| 3    | Kawasaki    | 5   | 4   | 6   | 4   | 3   | 5   | 5   | 3   | 6   | 154  |
| 4    | BMW         | 15  | 9   | 9   | 7   | 6   | 13  | 7   | 6   | 5   | 112  |
| 5    | MV Agusta   |     |     |     |     |     | 6   | 15  | 15  | 13  | 35   |
| 6    | Suzuki      |     |     | 15  | 20  | 14  | Ret |     |     |     | 24   |
| 7    | Aprilia     |     |     |     |     |     | 7   |     |     |     | 14   |
| 8    | Yamaha      |     |     |     |     |     | 9   |     |     | 21  | 12   |
| Pos. | Constructor | SPO | PET | CHE | CTB | TNT | CAS | SCZ | BRA | INT | Pts. |

### Superbike Light
| Icono | Categoría |
| ----- | --------- |
| LGT   | Light     |
| MAS   | Máster    |

| Pos | Piloto                          | Moto      | Clase | SPO | PET | CHE | CTB | TNT | CAS | SCZ | BRA | INT | Pts |
| --- | ------------------------------- | --------- | ----- | --- | --- | --- | --- | --- | --- | --- | --- | --- | --- |
| 1   | Fernando Guerra                 | Kawasaki  | LGT   | DSQ | 1   | 1   |     | 2   | 1   | 2   | 2   | 1   | 166 |
| 2   | Marcelo Skaf                    | Kawasaki  | LGT   | 1   | Ret | 3   | 2   | 3   | Ret | 1   | 1   | 20  | 137 |
| 3   | Sérgio Makoto                   | BMW       | LGT   | 3   | 5   | Ret | 3   |     | 4   | 3   | 3   | Ret | 114 |
| 4   | Ricardo Levy                    | Ducati    | LGT   | 11  | 2   | 4   | 4   | 4   | 14  | 20  | 16  | 13  | 107 |
| 5   | Rodrigo Sobral                  | BMW       | LGT   | Ret | 3   | 2   | 1   | 1   |     | Ret | Ret |     | 92  |
| 6   | Sérgio B. Pereira               | Honda     | LGT   | 6   | 6   | 6   |     |     | Ret | 6   | 6   | 5   | 91  |
| 7   | Luís Paulo Oshiro               | BMW       | MAS   | 10  | 13  | 18  | 15  | 9   | Ret | 9   | 7   | 4   | 84  |
| 8   | Luciano Pokémon                 | Kawasaki  | LGT   | 4   | 8   | 5   |     | 20  | Ret | 5   | 4   | Ret | 82  |
| 9   | Alex Picoli                     | Kawasaki  | LGT   | 2   | Ret |     |     |     | 2   | 4   | Ret | 6   | 77  |
| 10  | Fábio Martins                   | Ducati    | LGT   | 5   | 10  | 11  |     |     | Ret | 7   | Ret | 2   | 73  |
| 11  | Levy Lopes                      | Kawasaki  | MAS   | 7   | 12  | 13  |     |     | 5   | 12  | 5   | Ret | 72  |
| 12  | Nélson Gonçalves "Mágico"       | BMW       | MAS   | 12  | 16  | 14  |     | 13  | Ret | 11  | 13  | 3   | 59  |
| 13  | Sérgio Hissao Hidani            | BMW       | MAS   | 15  | 24  | 20  | 9   | Ret | 3   | 18  | 12  | 17  | 55  |
| 14  | Maykel Finotto                  | BMW       | LGT   | 8   | 15  |     |     | 11  | 13  | Ret | 14  | 19  | 46  |
| 15  | Daniel Toloni                   | BMW       | LGT   | Ret | 14  | 15  | 10  | 7   | 18  | Ret | Ret |     | 41  |
| 16  | Marcos A. Pereira Jr            | BMW       | LGT   | 16  |     |     |     |     | 11  | 8   | 11  | 14  | 40  |
| 17  | Alexandre Marzola               | Honda     | MAS   | 20  | Ret | 21  | 19  | 18  | 6   | 15  | 9   | Ret | 39  |
| 18  | Marcos A. Couto Santana         | MV Agusta | LGT   | 14  | 11  |     |     |     | 15  | Ret | Ret | 7   | 37  |
| 19  | Paulo Henrique Siqueira         | BMW       | LGT   | 9   | 25  |     |     |     | 7   | 13  | Ret | Ret | 34  |
| 20  | Fábio Nallin                    | Kawasaki  | LGT   | Ret |     |     | 5   | 5   |     | 24  | NL  |     | 32  |
| 21  | Jun Sakakibara                  | Suzuki    | MAS   | 18  | 38  | 35  | 17  | 15  | 9   | 19  | AN  | 16  | 32  |
| 22  | Pedro Lauand Assumpção          | Honda     | LGT   |     |     |     | 6   | 6   |     |     |     |     | 30  |
| 23  | Jeferson Valezin (Jé do Seguro) | BMW       | LGT   | 13  | 18  | Ret |     |     | 12  | 17  | 15  | Ret | 30  |
| 24  | Jeferson Friche                 | Suzuki    | LGT   |     | 9   | 8   |     |     |     |     |     | 23  | 27  |
| 25  | Fabián T. Bustamante            | Kawasaki  | LGT   | 22  |     | 31  |     |     |     | NE  | 8   | 8   | 24  |
| 26  | Adriano García                  | Kawasaki  | LGT   | 27  | 36  | 29  |     |     | 8   | 10  | Ret |     | 24  |
| 27  | Cássio Silva                    | Kawasaki  | LGT   |     |     |     | 11  | 8   |     |     |     |     | 23  |
| 28  | Wellinson S. Rocha              | Kawasaki  | LGT   | 17  | Ret | 19  | Ret | 16  |     | DNA | 18  | 12  | 23  |
| 29  | Fábio Prandini                  | Kawasaki  | MAS   | 28  |     |     | 13  |     | NQ  |     |     | 9   | 20  |
| 30  | Carlinhos Trigo                 | BMW       | LGT   | 21  | 19  | 26  | 14  | 10  |     | DNF | DNF |     | 20  |
| 31  | Cláudio Linhares Jr             | Kawasaki  | LGT   |     | 4   | Ret |     |     | Ret |     |     |     | 18  |
| 32  | Emílio Fasanelli                | BMW       | LGT   |     | 7   |     |     |     | 17  | Wth | Ret |     | 18  |
| 33  | Carlos Latalisa                 | Suzuki    | LGT   | 32  | 20  | 27  |     | 12  |     | 14  | Ret |     | 17  |
| 34  | Fernando Min                    | Kawasaki  | LGT   | 38  | 22  | 10  |     | Ret | 16  |     |     | 22  | 16  |
| 35  | Marcos Prata                    | BMW       | LGT   |     |     | 7   |     |     |     | Ret | DNS |     | 14  |
| 36  | Deividson Oliveira              | Suzuki    | LGT   |     |     |     | 7   | DNF |     |     |     |     | 14  |
| 37  | Orlando Lemos                   | Honda     | MAS   | 26  |     |     |     |     |     | 23  | 10  | 18  | 14  |
| 38  | Cléber Takitani                 | BMW       | LGT   |     |     |     | 8   |     |     |     |     |     | 13  |
| 39  | Felipe Lourencetti              | Kawasaki  | LGT   |     | 17  | 12  |     |     |     | Wth | Wth |     | 13  |
| 40  | Bervaldo Abreu                  | Yamaha    | LGT   |     |     | 9   |     |     |     |     |     | Ret | 12  |
| 41  | Ricardo Bacanhim                | Kawasaki  | LGT   |     |     |     | 16  | 14  |     |     |     |     | 12  |
| 42  | José Benedito                   | Suzuki    | LGT   | 31  |     |     |     |     | 10  | NQ  | NQ  |     | 11  |
| 43  | José Cunha                      | Honda     | MAS   | 34  |     | Ret |     | Ret | Ret |     |     | 10  | 11  |
| 44  | Sérgio Prates                   | MV Agusta | LGT   | 19  |     |     | 12  |     | Ret |     |     |     | 11  |
| 45  | Jeferson F. Cabral de Souza     | Gas Gas   | LGT   | 36  |     |     |     |     |     |     |     | 11  | 10  |
| 46  | Édson Errera                    | Honda     | MAS   | 33  | 35  | 28  | 18  | 21  |     | Ret | DNS | 15  | 9   |
| 47  | Édson Minami                    | BMW       | MAS   | 23  | 32  |     |     | 17  |     | INF | 17  |     | 8   |
| 48  | Rogério Carulli                 | Kawasaki  | LGT   |     | 23  | 17  |     |     | 19  | INF | Ret |     | 6   |
| 49  | Bruno Herbert                   | Kawasaki  | LGT   | Ret | 21  |     |     |     |     | 16  | AT  |     | 5   |
| 50  | Edson Almeida Jr                | Honda     | LGT   |     | Ret | 16  |     |     |     | OUT | Ret | Ret | 5   |
| 51  | Jirios Semaan Abboud            | Honda     | MAS   | 39  | 28  | 23  |     | 19  |     | NC  | 19  |     | 4   |
| 52  | Guilherme Emmer                 | Kawasaki  | MAS   | Ret |     |     |     |     | Ret | X   | 20  |     | 1   |
| 53  | Daniel Cássio                   | Suzuki    | LGT   | 24  | 31  | 25  |     |     |     | 21  | INF |     | 0   |
| 54  | Henrique Poli Jr                | Gas Gas   | LGT   | 25  |     |     |     |     |     | Ret | DNS |     | 0   |
| 55  | Gian Paolo de Filippis          | Kawasaki  | LGT   | 29  |     |     |     |     |     |     |     | INF | 0   |
| 56  | Alexandre Maki Kuboniwa         | Kawasaki  | LGT   | 30  | Ret | Ret |     |     |     |     |     | 21  | 0   |
| 57  | Daniel Monteiro                 | Buell     | LGT   | 35  | 26  | 22  |     |     |     | Ret | 21  |     | 0   |
| 58  | Thiago de Carvalho Oliveira     | Yamaha    | LGT   | 37  | 37  |     |     |     |     | 22  | Ret |     | 0   |
| 59  | Marcos Antonio Migliorelli      | BMW       | LGT   | Ret |     |     |     |     |     | Wth | Ret |     | 0   |
| 60  | Lucas Ares "Porquinho"          | Honda     | LGT   |     | 27  | Ret |     |     |     |     |     | Ret | 0   |
| 61  | Alessandro R. Silva             | Suzuki    | LGT   |     | 29  |     |     |     |     | Ret | AT  |     | 0   |
| 62  | Saylo Pedroza                   | BMW       | LGT   |     | 30  | 32  |     |     |     |     |     |     | 0   |
| 63  | Alexandre Dante                 | Kalex     | LGT   |     | 33  | 34  |     |     |     | Ret | Ret |     | 0   |
| 64  | Rodrigo Faria                   | Honda     | LGT   |     | 34  |     |     |     | Ret |     |     |     | 0   |
| 65  | Walison Ferreira "Biscoito"     | Honda     | LGT   |     | Ret | Ret |     |     |     |     |     | Ret | 0   |
| 66  | Cléber Santos                   | Honda     | LGT   |     | Ret | 24  |     |     |     | Ret | Ret |     | 0   |
| 67  | Fernando Vijande                | Aprilia   | MAS   |     |     | Ret |     |     |     |     |     |     | 0   |
| 68  | Rafael Uzcátegui                | Aprilia   | MAS   |     |     | Ret |     |     |     |     |     |     | 0   |
| 69  | Rui Luiz Alves M. Cardoso       | Suzuki    | LGT   |     |     | 30  |     |     |     |     |     | Ret | 0   |
| 70  | Michel Semaan Abboud            | Kawasaki  | MAS   |     |     | 33  |     |     |     |     |     |     | 0   |
| 71  | Pedro C. Pecci                  | Kawasaki  | LGT   |     |     | 36  | Ret |     |     |     |     |     | 0   |
| 72  | Rodrigo de Souza                | Kawasaki  | LGT   |     | Ret | Ret |     |     |     |     |     |     | 0   |
| 73  | Yanier Rodríguez                | Kalex     | MAS   | Ret |     |     |     |     |     |     |     |     | 0   |
| 74  | Andrés Muñoz                    | Kalex     | MAS   |     |     |     | DSQ |     |     |     |     |     | 0   |
| Pos | Piloto                          | Moto      | Clase | SPO | PET | CHE | CTB | TNT | CAS | SCZ | BRA | INT | Pts |

| Color     | Resultado                                                               |
| --------- | ----------------------------------------------------------------------- |
| Oro       | Ganador                                                                 |
| Plata     | 2.ª plaza                                                               |
| Bronce    | 3.ª plaza                                                               |
| Verde     | Finalizó en los puntos                                                  |
| Azul      | Finalizó sin puntos                                                     |
| Azul      | NC - No clasificado                                                     |
| Violeta   | Ret - No terminó (Carrera)                                              |
| Rojo      | DNQ - No se clasificó                                                   |
| Negro     | DSQ - Descalificado                                                     |
| Blanco    | DNS - No empezó (carrera)                                               |
| Blanco    | WD - Retirado (fin de semana)                                           |
| Blanco    | C - Carrera cancelada                                                   |
| Sin color | DNP - Inscrito pero no participó                                        |
| Sin color | INJ - Lesionado                                                         |
| Sin color | EX - Excluido                                                           |
| Estado    | Resultado                                                               |
| Negrita   | Pole position                                                           |
| Cursiva   | Vuelta rápida                                                           |
| †         | Abandona, pero clasifica al completar el porcentaje requerido para ello |

### Campeonato de Constructores
| Pos. | Constructor | SPO | PET | CHE | CTB | TNT | CAS | SCZ | BRA | INT | Pts. |
| ---- | ----------- | --- | --- | --- | --- | --- | --- | --- | --- | --- | ---- |
| 1    | Kawasaki    | 1   | 1   | 1   | 2   | 2   | 1   | 1   | 1   | 1   | 219  |
| 2    | BMW         | 3   | 3   | 2   | 1   | 1   | 3   | 3   | 3   | 3   | 192  |
| 3    | Ducati      | 5   | 2   | 4   | 4   | 4   | 14  | 7   | 16  | 2   | 140  |
| 4    | Honda       | 6   | 6   | 6   | 6   | 6   | 6   | 6   | 6   | 5   | 136  |
| 5    | Suzuki      | 18  | 9   | 8   | 7   | 15  | 9   | 14  | Ret | 16  | 72   |
| 6    | MV Agusta   | 14  | 11  |     | 12  |     | 15  | Ret | Ret | 7   | 46   |
| 7    | Yamaha      | 37  | 37  | 9   |     |     |     | 22  | Ret |     | 12   |
| 8    | Buell       | 35  | 26  | 22  |     |     |     | Ret | 21  |     | 0    |
| 9    | Gas Gas     | 25  |     |     |     |     |     | Ret | DNS |     | 0    |
| 10   | Kalex       | Ret | 33  | 34  | DSQ |     |     | Ret | Ret |     | 0    |
| 11   | Aprilia     |     |     | Ret |     |     |     |     |     |     | 0    |
| Pos. | Constructor | SPO | PET | CHE | CTB | TNT | CAS | SCZ | BRA | INT | Pts. |

### Supersport 600
| Icono | Categoría |
| ----- | --------- |
| PRO   | PRO       |
| PAM   | PRO AM    |

| Pos | Piloto                                    | Moto     | Clase | SPO | PET | CHE | CTB | TNT | CAS | SCZ | BRA | INT | Pts |
| --- | ----------------------------------------- | -------- | ----- | --- | --- | --- | --- | --- | --- | --- | --- | --- | --- |
| 1   | Danilo Lewis                              | Kawasaki | PRO   | 1   |     | 1   |     |     | 1   | 1   | 1   | Ret | 128 |
| 2   | Alex Schultz                              | Kawasaki | PRO   | 2   | 26  | 3   | 3   | 3   | 6   | Ret | 3   | 11  | 127 |
| 3   | Luiz Cerciari                             | Yamaha   | PRO   | 5   | 1   | 7   | 2   | 1   | 19  | 15  | 14  | 18  | 120 |
| 4   | Fabrício de Castro                        | Kawasaki | PAM   | 7   | 5   | 6   |     | 8   | 2   | 2   | Ret | Ret | 116 |
| 5   | Douglas Pecoraro                          | Kawasaki | PAM   | 6   | 3   | 4   | 5   | 4   |     | Ret | 2   | 15  | 115 |
| 6   | Víctor C. Luciano "Durval Careca"         | Triumph  | PAM   | 11  | 14  | 21  | 10  | 15  | 8   | 3   | 6   | 13  | 90  |
| 7   | Ricardo Bruniera "Pitty"                  | Kawasaki | PRO   | 13  | 9   | 15  | 7   | 12  | 3   | 19  | 8   | 19  | 86  |
| 8   | Douglas Figueiredo                        | Kawasaki | PRO   | 26  | Ret | 2   | 1   | 2   | 16  | 14  | Ret |     | 81  |
| 9   | Vítor Reis                                | Kawasaki | PAM   | 10  | 4   | 5   | 17  | 14  | Ret | 7   | 13  | Ret | 78  |
| 10  | Édson Fibla                               | Kawasaki | PRO   | 12  | Ret | 11  | 9   | 16  | 18  | 18  | NQ  | 1   | 67  |
| 11  | Gérson Campos                             | Kawasaki | PRO   | 18  | 12  | 13  | 11  |     | 13  | 11  | NQ  | 4   | 66  |
| 12  | Gabriel Peralta                           | Kawasaki | PRO   | 17  | 6   |     | 12  | 11  | 9   | 6   | Ret |     | 65  |
| 13  | Cayto Trivellato                          | Triumph  | PAM   | 9   |     | 14  |     | 10  | Ret | 5   | 5   | Ret | 62  |
| 14  | Marcus Trotta                             | Yamaha   | PRO   | 3   |     | DNS | 4   | 6   | Ret | Ret | Ret | 17  | 57  |
| 15  | André Veríssimo                           | Kawasaki | PRO   | 4   |     | 25  |     |     | Ret | 13  | 4   | 12  | 53  |
| 16  | Júlio Fortunato                           | Kawasaki | PAM   | 16  | 7   | 10  | 18  | 17  | Ret | Ret | 7   |     | 51  |
| 17  | Luiz Henrique Rosso                       | Kawasaki | PRO   | 19  | 18  | 20  | 15  | 21  | Ret | 12  | 15  | 2   | 49  |
| 18  | Marcos Senra                              | Yamaha   | PRO   | 14  | 10  | 16  |     |     | Ret | 4   | Ret |     | 41  |
| 19  | Ives Moraes                               | Triumph  | PRO   | Ret | 2   | Ret | Ret | 5   | NQ  | NQ  | NQ  |     | 38  |
| 20  | Domênico Micaroni Jr                      | Honda    | PAM   | 22  | 19  |     |     |     | 11  | INF | 12  | 5   | 37  |
| 21  | Esdras Lima Reis                          | Honda    | PAM   | 21  | 11  |     |     |     | 7   | 9   | Ret |     | 36  |
| 22  | Christian Cerciari                        | Yamaha   | PAM   | Ret |     | 12  | 8   | 7   |     |     |     | NPQ | 36  |
| 23  | Daniel Silingardi                         | Kawasaki | PRO   | 8   | Ret | 9   |     |     | 17  | Ret | Ret | 14  | 36  |
| 24  | Dudu Costa Neto                           | Triumph  | PRO   | Ret | 13  | 8   |     |     |     | Ret | 9   |     | 33  |
| 25  | Robert Schatzman "Gringo"                 | Triumph  | PAM   | 24  |     |     |     | 23  |     | Ret | 11  | 3   | 30  |
| 26  | Luiz Carlos Fagundes da Silva "Carlinhos" | Kawasaki | PRO   | 15  | 8   | DNS |     |     | Ret | Ret | Ret | 16  | 24  |
| 27  | Wilson Marco G. Negrini                   | Ducati   | PRO   | 29  | 16  | 18  |     |     | NQ  |     |     | 8   | 21  |
| 28  | Jimmy Keller                              | Triumph  | PAM   |     | 15  | DNF |     | 18  |     | NQ  | NQ  | 9   | 21  |
| 29  | Marcos Fortunato                          | Kawasaki | PRO   | Ret | 20  | 26  | 14  |     | 12  | NL  | 17  |     | 21  |
| 30  | Enos Oliveira                             | Honda    | PAM   | 32  |     |     |     |     | NQ  | DNF | 16  | 6   | 20  |
| 31  | Celso S. Pimenta                          | Triumph  | PAM   |     |     | 22  |     |     | 14  | 10  | 19  |     | 20  |
| 32  | Juninho García                            | Honda    | PAM   | 25  | Ret |     |     |     | 4   | NQ  | NQ  | 21  | 18  |
| 33  | Alexandre Chamie                          | Kawasaki | PAM   | 23  |     | 19  |     |     | 5   | Ret | Ret |     | 18  |
| 34  | Gregory Alfonso                           | Kawasaki | PAM   | 27  | 24  | 17  | 20  | 22  | Ret | 8   | Ret |     | 18  |
| 35  | Lucas Moysés                              | Suzuki   | PAM   | 28  |     | 28  |     |     | Ret | 16  | 10  | 22  | 16  |
| 36  | Bruno Ditrich                             | Triumph  | PAM   |     |     |     | 13  | 13  | Ret | INF | 22  | Ret | 16  |
| 37  | Mauricio Venhoven Sagui                   | Kawasaki | PRO   |     |     |     | 6   |     |     | DSQ | DSQ |     | 15  |
| 38  | Agnelo Citolin                            | Honda    | PAM   | 34  | Ret |     |     |     |     | Ret | Ret | 7   | 14  |
| 39  | Víctor Villaverde                         | Kawasaki | PAM   | 20  | 17  | 23  | 16  | 19  | Ret |     |     | 20  | 13  |
| 40  | Antônio C. Franzen                        | Honda    | PAM   |     |     |     |     | 9   | 22  |     |     |     | 12  |
| 41  | Raoni Magalhães Farfán                    | Kawasaki | PRO   |     | Ret |     |     |     | 10  |     |     |     | 11  |
| 42  | Érico Lima                                | Kawasaki | PAM   |     |     | 27  |     | 25  |     | DNP | 21  | 10  | 11  |
| 43  | Fábio Texeira Neto                        | Kawasaki | PAM   | 30  | 21  |     |     |     | 15  |     |     |     | 6   |
| 44  | Leandro Bressan                           | Aprilia  | PAM   | 35  | 23  | Ret |     |     |     | 17  | DNQ |     | 4   |
| 45  | Rafael Micheletti                         | Kawasaki | PRO   |     | 22  |     |     |     |     | DNF | 18  | 23  | 3   |
| 46  | Fábio Romero                              | Kawasaki | PAM   |     |     |     | 19  |     | 21  | Ret | Ret |     | 2   |
| 47  | Edson Minami                              | Triumph  | PRO   |     |     | NC  |     |     |     | Ret | 20  |     | 1   |
| 48  | Augusto de Oliveira Zanoli                | Kawasaki | PAM   |     |     | Wth |     |     | 20  |     |     |     | 1   |
| 49  | Waldemar Mendes Filho                     | Kawasaki | PAM   |     |     |     |     | 20  | Ret |     |     |     | 1   |
| 50  | Juliano Godoy Rezende                     | Yamaha   | PAM   | 31  | 25  | 24  |     |     |     | DNP | DNP |     | 0   |
| 51  | Denílson Sardá                            | Honda    | PAM   | 33  |     |     |     |     |     | AN  | AN  |     | 0   |
| 52  | José Ricardo B. Gandara                   | Triumph  | PAM   |     |     | DNA |     | 24  |     |     |     |     | 0   |
| 53  | Felipe Todeschini                         | Kawasaki | PAM   |     |     |     |     | 26  |     |     |     | Ret | 0   |
| 54  | João Magno                                | Ducati   | PRO   |     |     |     |     |     |     | Ret | DNS |     | 0   |
| 55  | Robinson Ayres                            | Suzuki   | PRO   |     |     |     |     |     |     |     | INF |     | 0   |
| 56  | Daniel Cristiano                          | Aprilia  | PAM   |     |     |     | Ret |     |     |     |     |     | 0   |
| 57  | Fernando Ratzke                           | Kawasaki | PRO   |     |     |     |     |     | Ret |     |     |     | 0   |
| 58  | Elías Saimon                              | Kawasaki | PAM   |     |     |     |     |     |     |     |     | Ret | 0   |
| Pos | Piloto                                    | Moto     | Clase | SPO | PET | CHE | CTB | TNT | CAS | SCZ | BRA | INT | Pts |

### Campeonato de Constructores
| Pos. | Constructor | SPO | PET | CHE | CTB | TNT | CAS | SCZ | BRA | INT | Pts. |
| ---- | ----------- | --- | --- | --- | --- | --- | --- | --- | --- | --- | ---- |
| 1    | Kawasaki    | 1   | 3   | 1   | 1   | 2   | 1   | 1   | 1   | 1   | 217  |
| 2    | Yamaha      | 3   | 1   | 7   | 2   | 1   | 19  | 4   | 14  | 17  | 139  |
| 3    | Triumph     | 9   | 13  | 8   | 10  | 10  | 8   | 3   | 5   | 3   | 124  |
| 4    | Honda       | 21  | 11  |     |     |     | 7   | 9   | 12  | 5   | 61   |
| 5    | Ducati      | 29  | 16  | 18  |     | 26  | NQ  | Ret | DNS | 8   | 21   |
| 6    | Suzuki      | 28  |     | 28  |     |     | Ret | 16  | 10  | 22  | 16   |
| 7    | Aprilia     | 35  | 23  | Ret | Ret |     |     | 17  | DNQ |     | 4    |
| Pos. | Constructor | SPO | PET | CHE | CTB | TNT | CAS | SCZ | BRA | INT | Pts. |

### Copa Kawasaki Ninja 600
| Icono | Categoría |
| ----- | --------- |
| 600   | 600       |
| MAS   | Máster    |

| Pos | Piloto                          | Moto     | Clase | SPO | PET | CHE | CTB | TNT | CAS | SCZ | BRA | INT | Pts |
| --- | ------------------------------- | -------- | ----- | --- | --- | --- | --- | --- | --- | --- | --- | --- | --- |
| 1   | Júnior Moreira                  | Kawasaki | 600   | 1   | Ret | 10  | 1   | 1   | 2   | 2   | 1   | 4   | 173 |
| 2   | Diego Garrido Viveiros          | Kawasaki | 600   | 3   | 2   | 4   | 4   | 2   | 1   | 1   | 3   | Ret | 170 |
| 3   | Flávio Pavanelli                | Kawasaki | 600   | 4   | 1   | 1   |     |     | 6   | 6   | 4   | 1   | 141 |
| 4   | João Gomes Jr                   | Kawasaki | 600   | 6   | 4   | Ret | 7   | 4   | 4   | 9   | 5   | 3   | 131 |
| 5   | Marcus Vinícius M. Purificação  | Kawasaki | 600   | 2   | DSQ | 3   |     |     | 3   | 4   | 2   | 5   | 118 |
| 6   | Rodrigo de Giovanni             | Kawasaki | 600   | 7   | 11  | 12  | 15  | 9   | 9   | 8   | 8   | 6   | 104 |
| 7   | André Ferrari                   | Kawasaki | 600   | 10  |     | 6   | 3   | 3   | 7   | Ret | Ret | 7   | 94  |
| 8   | Willian Jesús Silva "Will"      | Kawasaki | 600   | 9   | 5   | 8   | 13  | 7   | Ret | 3   | 6   | Ret | 90  |
| 9   | Luís César Ferraz               | Kawasaki | 600   | 13  | 6   | 11  | 14  | 11  | 11  | 5   | INF | 8   | 89  |
| 10  | Bervaldo Carolino de Abreu      | Kawasaki | 600   | 5   | 16  |     |     |     | 5   | 10  | 9   | 2   | 82  |
| 11  | Matheus Bueno de Oliveira       | Kawasaki | 600   | 16  | 12  | 8   | 19  | 20  | 8   | 7   | 7   | Ret | 71  |
| 12  | Flaudemir Joaquim Jr            | Kawasaki | 600   | 12  | 3   | 2   |     |     | 12  | Ret | 11  | Ret | 70  |
| 13  | Álvaro García Neto              | Kawasaki | 600   | 11  | DSQ | 19  | 10  | 19  | 10  | 11  | 10  | 9   | 69  |
| 14  | Maurício Moreira Protta         | Kawasaki | 600   | 8   | DSQ | 5   | 8   | 6   |     |     |     |     | 57  |
| 15  | Chao Chien Feng Jr              | Kawasaki | 600   | 18  |     |     | 9   | 12  | 14  | 13  | 16  | 12  | 53  |
| 16  | Carlos Alberto Louzada          | Kawasaki | 600   | 22  | 9   | 20  | 6   |     | Ret | 14  | 14  | 13  | 50  |
| 17  | Luciano Magalhães               | Kawasaki | 600   | 14  |     |     |     |     | 13  | Ret | 12  | 11  | 34  |
| 18  | Nickolas Barreto Arno           | Kawasaki | 600   | 19  | 8   |     |     |     | 16  | 12  | Ret | 17  | 33  |
| 19  | Ricardo Barlette                | Kawasaki | 600   | 24  | 17  | 23  | 18  | 21  | Ret | 16  | 13  | 10  | 31  |
| 20  | André Franco                    | Kawasaki | 600   | 17  |     | 18  | Ret | 16  | 15  | 15  | 15  | Ret | 30  |
| 21  | Samara Martensen Andrade        | Kawasaki | 600   | Ret | 13  | 17  | 5   | 22  | Ret |     |     |     | 28  |
| 22  | José Roberto Mareia Leite Filho | Kawasaki | 600   | 20  | 14  |     | 16  | 8   |     |     |     |     | 26  |
| 23  | Edvaldo José Martinati          | Kawasaki | MAS   | 25  | 15  | 24  | 20  | 17  | 17  | 17  | Ret | Ret | 23  |
| 24  | Vinícius Magalhães              | Kawasaki | MAS   |     |     |     | 2   | Ret |     | NC  | DNS |     | 22  |
| 25  | Gustavo Dema                    | Kawasaki | MAS   |     |     |     | 11  | 10  |     | DNQ | DNP |     | 21  |
| 26  | Thomas Carboneiro da Silva      | Kawasaki | 600   | 15  | 7   |     |     |     |     |     |     |     | 20  |
| 27  | Guilherme Annicchino            | Kawasaki | 600   | 21  | 10  | 25  |     | 18  | Ret | Ret | 20  | 16  | 20  |
| 28  | Fabiano Guittis                 | Kawasaki | 600   | DSQ | DSQ | 13  | 17  | 15  | 22  | Ret | Ret | 20  | 19  |
| 29  | Iberson Thiago Vieira           | Kawasaki | MAS   |     |     |     | Ret | 5   |     |     |     | Ret | 16  |
| 30  | Renato Monfort                  | Kawasaki | 600   |     | DSQ | Ret | 12  | 14  |     | Ret | Ret | Ret | 16  |
| 31  | Rafael Dadário                  | Kawasaki | 600   | Ret | DSQ | 7   |     |     | 21  |     |     |     | 14  |
| 32  | Cristiano Nogueira              | Kawasaki | 600   |     |     | 16  |     | 13  |     |     |     |     | 13  |
| 33  | Carlos Ângelo Micheletti Netto  | Kawasaki | 600   | 26  |     | Ret |     |     | 20  | Ret | 17  | 14  | 12  |
| 34  | Waldemar Mendes Filho           | Kawasaki | MAS   | Ret |     |     |     |     | 19  | 18  | 18  | 18  | 11  |
| 35  | Luís F. Kass Mwosa              | Kawasaki | 600   | DSQ | DSQ |     |     | Ret | Ret | 19  | 19  | 15  | 10  |
| 36  | Affonso de Martino              | Kawasaki | MAS   |     | DSQ | 14  |     |     |     |     |     |     | 7   |
| 37  | Jefferson Ramos Valcézia        | Kawasaki | 600   |     |     | 15  |     |     |     |     |     |     | 6   |
| 38  | Octávio Pozzi Loverso           | Kawasaki | 600   | DSQ | 18  | 26  | Ret | 25  | 18  |     |     |     | 6   |
| 39  | Luís Yukio Vatari               | Kawasaki | 600   | 27  | 19  | 27  | 21  | 23  |     |     |     |     | 2   |
| 40  | Richard Blanco                  | Kawasaki | MAS   |     |     |     |     |     | Ret | 21  | Ret | 19  | 2   |
| 41  | Valdonei Eger                   | Kawasaki | MAS   |     |     |     |     |     |     | 20  | 21  | 21  | 1   |
| 42  | Pedro Scarpelli Marcantonio     | Kawasaki | 600   | 23  | DSQ | 21  |     |     |     |     |     |     | 0   |
| 43  | Diego Rodrigues Botelho         | Kawasaki | 600   | DSQ | DSQ |     |     |     |     |     |     |     | 0   |
| 44  | Thiago Freitas "Pé de Pano"     | Kawasaki | 600   |     | DSQ | 22  |     |     |     |     |     |     | 0   |
| 45  | Válter Rubino                   | Kawasaki | MAS   |     | DSQ | 28  | DSQ | 24  | Ret |     |     |     | 0   |
| 46  | Iván Severino da Silva          | Kawasaki | 600   |     |     | 29  |     |     |     |     |     |     | 0   |
| 47  | Diego R. Botelho "SpeedMan"     | Kawasaki | 600   |     |     | Ret |     |     | 23  | Ret | Ret | Ret | 0   |
| 48  | Charles Moreira                 | Kawasaki | 600   | DSQ |     |     |     |     |     | Ret | Ret | Ret | 0   |
| 49  | Leonardo Leandro                | Kawasaki | 600   |     |     | Ret |     |     |     |     |     |     | 0   |
| 50  | Pedro Zaragoza                  | Kawasaki | MAS   |     |     |     |     |     |     |     |     | Ret | 0   |
| 51  | Atílio Bogo                     | Kawasaki | MAS   |     |     |     |     |     |     | DNF | Ret | Ret | 0   |
| 52  | Andrés Saavedra                 | Kawasaki | MAS   |     |     |     |     |     |     | Wth |     |     | 0   |
| 53  | Carlos Roberto Metzger          | Kawasaki | MAS   |     |     |     | DNP |     |     |     |     |     | 0   |
| Pos | Piloto                          | Moto     | Clase | SPO | PET | CHE | CTB | TNT | CAS | SCZ | BRA | INT | Pts |

### Copa Honda CBR 500R
| Icono | Categoría |
| ----- | --------- |
| PRO   | PRO       |
| MAS   | Máster    |
| LGT   | Light     |
| TEE   | Teen      |

| Pos | Piloto                          | Moto  | Clase | SPO | PET | CHE | CTB | TNT | CAS | SCZ | BRA | INT | Pts |
| --- | ------------------------------- | ----- | ----- | --- | --- | --- | --- | --- | --- | --- | --- | --- | --- |
| 1   | Igor Aquiyama Calura            | Honda | PRO   | 1   | 2   | 1   | 2   | 3   | 1   | 2   | 1   | 1   | 211 |
| 2   | Ademílson Peixer                | Honda | PRO   | 3   | 4   | 4   | 3   | 2   | 2   | 1   | 2   | 4   | 185 |
| 3   | Oswaldo Jorge Filho "Duende"    | Honda | PRO   | 5   | 5   | 2   | 7   | 4   | 4   | 4   | 4   | 3   | 160 |
| 4   | Leonardo Tamburro               | Honda | PRO   | 2   | 1   | Ret | 1   | 1   | Ret | 3   | 3   | 2   | 159 |
| 5   | Alef Barbosa                    | Honda | LGT   | 13  | 11  | 16  | 12  | 5   | 10  | 6   | 5   | 8   | 103 |
| 6   | Luigi Maffei Neto               | Honda | LGT   | 10  | 12  | 10  | 6   | Ret | 5   | 5   | 7   | 11  | 102 |
| 7   | Cléber Parrado                  | Honda | PRO   | 9   | 7   | 6   | 9   | 11  | 8   | Ret | 17  | 5   | 96  |
| 8   | André Filho                     | Honda | LGT   | 11  | 13  | 11  | 10  | 9   | 7   | 9   | 6   | Ret | 92  |
| 9   | Moisés Ellias da Silva          | Honda | LGT   | 8   | 9   | 9   | 13  | 8   | 11  | Ret | DNS | 10  | 79  |
| 10  | Maurício Venhoven Martins Sagui | Honda | PRO   | 24  | 3   | 3   | 4   |     | 3   |     |     |     | 78  |
| 11  | Helder Franklin                 | Honda | LGT   |     | 20  | 18  | 16  | 10  | 12  | 7   | 9   | 6   | 69  |
| 12  | Daniel Paschoalin               | Honda | LGT   | 7   | 6   | 25  | 5   | 7   | 14  |     |     |     | 66  |
| 13  | Lucas Dezeró                    | Honda | PRO   | 4   | Ret | 7   | 23  | 6   | 6   |     |     |     | 62  |
| 14  | Willian R. Ribeiro              | Honda | TEE   | 22  | NC  | 14  | Ret | 14  | 13  | 8   | 8   | 9   | 60  |
| 15  | Rodrigo M. Jantônio             | Honda | LGT   | 14  | 15  | 23  | 14  | 12  | 9   | 13  | Ret | 12  | 58  |
| 16  | Rodrigo Espinha                 | Honda | PRO   | 18  | 18  | 13  | 18  |     | 15  | 10  | 11  |     | 44  |
| 17  | Geison Barros                   | Honda | PRO   | DSQ | 10  | 5   | 8   |     | 22  |     |     | Ret | 40  |
| 18  | Diego Querzoli                  | Honda | PRO   | 6   | Ret | Ret |     |     | 16  | 11  | 13  |     | 38  |
| 19  | Marcus Munhoz "Tuba"            | Honda | PRO   | 16  | 8   | DNS | 11  |     |     |     |     |     | 28  |
| 20  | Rafael Paixão                   | Honda | TEE   |     |     |     |     | 18  |     | 14  | 10  | 14  | 28  |
| 21  | Bruno Monteiro Rodrigues        | Honda | TEE   |     |     |     |     |     |     | 12  | 15  | 13  | 23  |
| 22  | Suzane Carvalho                 | Honda | MAS   | 23  | 21  | 24  | Ret | 17  | 15  | 15  | 14  |     | 23  |
| 23  | Eduardo Akama                   | Honda | PRO   | 20  | 19  | 12  | 20  |     | Ret | NC  | 12  |     | 22  |
| 24  | Wesley Leandro Ribeiro          | Honda | TEE   |     |     |     | Ret | 16  |     | 16  | 16  | 15  | 21  |
| 25  | Eduardo Zampieri                | Honda | LGT   | 17  | 17  | 15  | 17  |     |     |     |     |     | 18  |
| 26  | Othon Russo                     | Honda | TEE   |     |     |     |     |     | 18  |     |     | 7   | 17  |
| 27  | Marcos Vinícius Molero Colombo  | Honda | LGT   | 12  | 14  | 20  | 22  |     | Ret |     |     |     | 17  |
| 28  | Rafael Nunes                    | Honda | LGT   |     |     | 8   |     |     |     |     |     |     | 13  |
| 29  | Adalberto G. de Oliveira        | Honda | LGT   | 15  | 16  |     |     |     |     |     |     |     | 11  |
| 30  | Márcia Reis                     | Honda | PRO   |     |     |     | Ret | 19  | 17  | 17  | Ret | Ret | 10  |
| 31  | Felipe Pestana                  | Honda | LGT   | 21  | Ret | 22  | 21  | 13  |     |     |     |     | 8   |
| 32  | Marcelo Mazzucchelli Días       | Honda | MAS   |     |     |     | 19  |     | 16  |     |     |     | 7   |
| 33  | Agnelo Citoli                   | Honda | TEE   |     |     |     |     | 15  |     |     |     |     | 6   |
| 34  | Bruno César                     | Honda | PRO   |     |     |     | 15  |     |     |     |     |     | 6   |
| 35  | Rodrigo Aragão Antonini         | Honda | MAS   |     |     |     |     |     | Ret |     |     | 16  | 5   |
| 36  | Ismael Gonzáles Baubeta         | Honda | LGT   |     |     | 17  |     |     |     |     |     |     | 4   |
| 37  | Marcelo Camargo                 | Honda | LGT   | 19  |     |     |     |     |     |     |     |     | 2   |
| 38  | Gabriel Paixão da Silva Lima    | Honda | MAS   |     |     |     |     |     | 19  |     |     |     | 2   |
| 39  | Lucas Paschoalin                | Honda | LGT   |     |     | 19  |     |     |     |     |     |     | 2   |
| 40  | Mauro Ramos                     | Honda | LGT   |     |     |     |     | Ret | 20  |     |     |     | 1   |
| 41  | Renan Felipe Barbosa Ramos      | Honda | PRO   |     |     |     |     |     | 21  |     |     | Ret | 0   |
| 42  | Márcio Mazzucchelli Días        | Honda | LGT   |     |     | 21  |     |     |     |     |     |     | 0   |
| 43  | Felipe César                    | Honda | LGT   |     |     |     |     | Ret | Wth |     |     |     | 0   |
| 44  | Santo Feltrin Neto              | Honda | MAS   |     | DSQ |     |     |     |     |     |     |     | 0   |
| Pos | Piloto                          | Moto  | Clase | SPO | PET | CHE | CTB | TNT | CAS | SCZ | BRA | INT | Pts |

| Color     | Resultado                                                               |
| --------- | ----------------------------------------------------------------------- |
| Oro       | Ganador                                                                 |
| Plata     | 2.ª plaza                                                               |
| Bronce    | 3.ª plaza                                                               |
| Verde     | Finalizó en los puntos                                                  |
| Azul      | Finalizó sin puntos                                                     |
| Azul      | NC - No clasificado                                                     |
| Violeta   | Ret - No terminó (Carrera)                                              |
| Rojo      | DNQ - No se clasificó                                                   |
| Negro     | DSQ - Descalificado                                                     |
| Blanco    | DNS - No empezó (carrera)                                               |
| Blanco    | WD - Retirado (fin de semana)                                           |
| Blanco    | C - Carrera cancelada                                                   |
| Sin color | DNP - Inscrito pero no participó                                        |
| Sin color | INJ - Lesionado                                                         |
| Sin color | EX - Excluido                                                           |
| Estado    | Resultado                                                               |
| Negrita   | Pole position                                                           |
| Cursiva   | Vuelta rápida                                                           |
| †         | Abandona, pero clasifica al completar el porcentaje requerido para ello |

OBS: Igor Aquiyama Calura es el primer campeón con discapacidad auditiva.

### Copa Kawasaki Ninja 300R
| Icono | Categoría |
| ----- | --------- |
| 300P  | 300 PRO   |
| 300L  | 300 Light |
| 250P  | 250 PRO   |
| 250L  | 250 Light |

| Pos | Piloto                       | Moto     | Clase | SPO | PET | CHE | CTB | TNT | CAS | SCZ | BRA | INT | Pts |
| --- | ---------------------------- | -------- | ----- | --- | --- | --- | --- | --- | --- | --- | --- | --- | --- |
| 1   | Gustavo Carreira Gil         | Kawasaki | 300P  | 7   | 1   | 3   |     |     | 1   | 1   | 1   | 1   | 158 |
| 2   | Marco Antônio Reis           | Kawasaki | 300P  | 1   | 3   | 21  | 1   | 1   | 2   | 3   | Ret | 3   | 157 |
| 3   | Carlos Passaro               | Kawasaki | 300P  | 6   | 5   | 7   | 5   | 5   | 22  | Ret | INF | 4   | 120 |
| 4   | Cristiano Aires              | Kawasaki | 300P  | 2   | 2   | 2   |     |     | Ret | 2   | Ret | 8   | 101 |
| 5   | Abimael Silva de Souza       | Kawasaki | 300L  | 5   | 29  | 6   |     | 18  | 4   | Ret | 12  | 15  | 84  |
| 6   | Cícero Lourenço              | Kawasaki | 300L  | 11  | 11  | 11  |     |     | 11  | 9   | 2   | 14  | 81  |
| 7   | Gustavo Aldegheri            | Kawasaki | 250P  | 15  | 15  | 10  | 10  | 7   | Ret | 5   | Ret | 9   | 76  |
| 8   | Júnior Lotério               | Kawasaki | 300P  | 4   | Ret | 30  |     |     | 3   | 6   | 13  | 10  | 72  |
| 9   | Ernani Lourenço              | Kawasaki | 300L  | 8   | 41  | 13  | 8   | 4   | Ret | Ret | 5   | Ret | 68  |
| 10  | André Gama                   | Kawasaki | 300P  | 9   | Ret | 1   |     |     | Ret | Ret | 14  | 2   | 66  |
| 11  | Niko Ramos                   | Kawasaki | 250L  | 27  | 20  | 20  | 20  | 19  | 7   | 7   | 4   | 6   | 66  |
| 12  | Norton Tadeu Jr              | Kawasaki | 300L  | Ret | 9   | 5   | 6   | 3   |     | NQ  | 23  | 24  | 63  |
| 13  | Marcus Vinícius Perrechil    | Kawasaki | 300L  | 17  | Ret | 15  | 9   | 6   | 13  | Ret | 6   | 19  | 62  |
| 14  | Wanderson Bandeira           | Kawasaki | 300P  | 13  | 16  | 23  | 7   | 9   | Ret | Ret | 3   | Ret | 59  |
| 15  | Lauro Mascaretti             | Kawasaki | 300L  | 14  | 27  | 17  | 11  | 12  | 23  | Ret | 7   | 7   | 58  |
| 16  | Marcelo A. Cristal           | Kawasaki | 300P  | 3   |     | 4   |     |     | Ret | 4   | 20  | Ret | 57  |
| 17  | Carlos Alberto Bento         | Kawasaki | 300L  | 18  |     | 25  | 16  | 15  | 6   | 12  | 11  | 18  | 51  |
| 18  | André Ming                   | Kawasaki | 300L  | 16  | 18  | 14  | 18  | 16  | 5   | Ret | 15  | Ret | 45  |
| 19  | Ricardo de Barros            | Kawasaki | 300L  | 20  | 10  | 12  | 15  | 17  | 21  | 14  | 19  | 16  | 45  |
| 20  | Emerson Marçal               | Kawasaki | 300L  | 22  | 17  | Ret | 19  | Ret | 8   | 16  | 16  | 11  | 39  |
| 21  | Leonardo Muniz "Leozinho"    | Kawasaki | 250L  | Ret | 19  | 19  | 4   | 8   |     | NL  | Ret | 23  | 35  |
| 22  | Rodne Rufino                 | Kawasaki | 300P  | 12  | 7   | 9   |     |     | Ret | Ret | Ret | Ret | 35  |
| 23  | Deivid Monteiro da Silva     | Kawasaki | 300L  | 19  | 13  | 32  | 17  | 13  | Ret | 13  | Ret | 17  | 34  |
| 24  | Giuliano Cesarini            | Kawasaki | 300P  | Ret | 8   | 8   | Ret | 14  |     | Ret | 22  | 22  | 33  |
| 25  | Fernando Rogério Carneiro    | Kawasaki | 250L  | 21  | 21  | 16  |     |     | 10  | NQ  | 8   | Ret | 29  |
| 26  | Régis Gomes Primos           | Kawasaki | 300P  | 10  | 23  |     |     |     | Ret | Ret | 21  | 5   | 27  |
| 27  | Antônio Rodrigues "Bequinho" | Kawasaki | 300L  | 25  | 25  |     | 14  |     | 9   | 15  | DNQ | 26  | 25  |
| 28  | Angelo Fernando Vieira       | Kawasaki | 300P  | Ret | 24  | 18  | 13  | 10  | 19  |     |     |     | 24  |
| 29  | Rafael Sánches               | Kawasaki | 250L  | 24  | 32  | 29  | 22  | 20  | Ret | 11  | 9   | 21  | 23  |
| 30  | Carlinhos Andrade            | Kawasaki | 300P  |     |     |     | 3   |     |     |     |     |     | 20  |
| 31  | Edinho Monteiro              | Kawasaki | 250L  | 30  | 40  | 37  | 25  |     |     | 10  | OUT | 12  | 20  |
| 32  | Wagner Nascimento Filho      | Kawasaki | 250P  | 28  | 39  | Ret | 23  | 26  | Ret | Ret | 10  | 13  | 19  |
| 33  | Juliano Tasso                | Kawasaki | 300L  |     | 22  | 22  | 12  | 11  |     |     |     |     | 19  |
| 34  | Bruno César Borges           | Kawasaki | 300P  |     | 4   |     |     |     |     |     |     | Ret | 18  |
| 35  | Bartolomeu Correia Filho     | Kawasaki | 300L  | 23  | 31  |     | 24  | Ret | 17  | 8   | Ret | 20  | 18  |
| 36  | Robinson Tomazini            | Kawasaki | 300P  |     | 6   |     |     |     |     |     |     | Ret | 15  |
| 37  | Maurício Nogueira            | Kawasaki | 250P  | 31  |     | 28  |     |     | 12  | 17  | DSQ |     | 13  |
| 38  | Norival Lotério              | Kawasaki | 300P  |     |     |     | 2   | 2   |     |     |     |     | 11  |
| 39  | Renato Martins               | Kawasaki | 250P  | 32  | 38  | Ret |     |     | 16  | 19  | 17  |     | 11  |
| 40  | Gabriel da Silva             | Kawasaki | 250L  |     | 12  |     |     | Ret |     |     |     |     | 9   |
| 41  | Rafael Ferreira              | Kawasaki | 300L  | 26  | 30  | DNS |     | 25  | 15  | Ret | 18  | 25  | 9   |
| 42  | Alexsander Cantalogo         | Kawasaki | 300L  | 29  | 46  | 24  | 28  | 27  | 14  |     |     | Ret | 7   |
| 43  | Pedro Henrique Ramos e Silva | Kawasaki | 300L  |     | 14  |     | Ret |     |     |     |     |     | 7   |
| 44  | Ricardo Garrido              | Kawasaki | 250L  | 33  | 44  | 36  |     |     |     | 18  | NPQ |     | 3   |
| 45  | Paulo Moraes Ferreira        | Kawasaki | 300L  | Ret |     |     |     |     | 20  | 20  | DNF |     | 2   |
| 46  | Rafael da Costa              | Kawasaki | 250L  | 34  |     | 39  | 26  |     |     | INF | INF |     | 0   |
| 47  | Renato Berto                 | Kawasaki | 250L  | 35  | 45  | 41  | 27  | 29  | Ret |     |     |     | 0   |
| 48  | Rafael Gomes Traldi          | Kawasaki | 250L  | Ret |     |     | DSQ | 22  |     | 21  | DNF |     | 0   |
| 49  | Felipe Diniz                 | Kawasaki | 250L  | DNS | 34  | 35  |     | 23  |     | EX  | Ret |     | 0   |
| 50  | Weslley Leandro Ribeiro      | Kawasaki | 250P  | WD  | 26  | INF |     |     |     | DNA | Ret |     | 0   |
| 51  | José Roberto Saraiva         | Kawasaki | 300P  |     | 28  | 33  |     |     |     |     |     |     | 0   |
| 52  | Cleiton Cavalcante da Silva  | Kawasaki | 250L  |     | 33  |     |     |     |     |     |     |     | 0   |
| 53  | Rômulo Yoshida               | Kawasaki | 250L  |     | 35  | 27  | 21  |     |     |     |     |     | 0   |
| 54  | Pierre Balducci              | Kawasaki | 300P  |     |     |     |     | 21  |     |     |     |     | 0   |
| 55  | Sarah Conessa                | Kawasaki | 300L  |     | 36  |     |     |     |     |     |     |     | 0   |
| 56  | Ânderson M. Pereira          | Kawasaki | 300L  |     | 37  |     |     |     |     |     |     |     | 0   |
| 57  | Rogério Munuera Fernandes    | Kawasaki | 300L  |     | 42  | 26  |     |     |     |     |     |     | 0   |
| 58  | Fernando Cola                | Kawasaki | 250L  |     | 43  |     |     | 24  |     |     |     |     | 0   |
| 59  | Bruno Santos Pinho           | Kawasaki | 250L  |     | 47  | 38  |     |     |     |     |     |     | 0   |
| 60  | Júnior Américo de Oliveira   | Kawasaki | 300P  |     |     | 31  |     |     |     |     |     |     | 0   |
| 61  | Gustavo A. Henriques         | Kawasaki | 250L  |     |     | 34  |     |     |     |     |     |     | 0   |
| 62  | Edison Yamazato              | Kawasaki | 250L  |     |     | 40  |     | 28  |     |     |     |     | 0   |
| 63  | Ronaldo N. Nogueira          | Kawasaki | 250P  |     |     |     |     | 30  |     |     |     |     | 0   |
| 64  | Ricardo Días                 | Kawasaki | 300P  |     | Ret |     |     |     |     |     |     |     | 0   |
| 65  | Rubens Pacheco               | Kawasaki | 300P  |     |     | Ret |     |     |     |     |     |     | 0   |
| 66  | Luiz Henrique Borges         | Kawasaki | 300P  |     |     |     | Ret |     |     |     |     |     | 0   |
| 67  | Rafael Pinheiro "Mineiro"    | Kawasaki | 250L  |     |     |     | Ret | Ret |     |     |     |     | 0   |
| 68  | Willian Ribeiro              | Kawasaki | 300L  |     |     |     | DSQ |     |     |     |     |     | 0   |
| Pos | Piloto                       | Moto     | Clase | SPO | PET | CHE | CTB | TNT | CAS | SCZ | BRA | INT | Pts |

### Honda Junior Cup
| Icono | Categoría        |
| ----- | ---------------- |
| CUP   | Honda Junior Cup |

| Pos | Piloto                       | Moto  | Clase | SPO | PET | CHE | CTB | TNT | CAS | SCZ | BRA | INT | Pts |
| --- | ---------------------------- | ----- | ----- | --- | --- | --- | --- | --- | --- | --- | --- | --- | --- |
| 1   | Renzo Ferreira               | Honda | CUP   | 6   | 2   | 3   | 2   | 2   | 3   | 1   | 1   | 1   | 196 |
| 2   | Kaywan Alves Freire da Costa | Honda | CUP   |     | 4   | 2   | 1   | 1   | 1   | Ret | 2   | 2   | 159 |
| 3   | Rafael Antônio Fernandes     | Honda | CUP   |     | 6   | 4   | 3   | 4   | 2   | 4   | 3   | 3   | 151 |
| 4   | Davi Machado Gomide          | Honda | CUP   | 1   | 1   | 1   | 4   |     | 6   | 7   | DNS | 8   | 135 |
| 5   | Maria Fernanda Rocha         | Honda | CUP   | 5   | 5   | 8   | 5   | 5   | 4   | 5   | INF | 7   | 121 |
| 6   | Lucas Paolillo Cabaco        | Honda | CUP   | 2   | 7   | 7   |     | 6   | Ret | 3   | 5   | 4   | 119 |
| 7   | Giovana Erbolato Lopes       | Honda | CUP   | 4   | 3   | 6   | Ret | 7   | Ret |     |     |     | 67  |
| 8   | Lucas Cristian Prates        | Honda | CUP   |     |     |     |     |     |     | 2   | 4   | 5   | 56  |
| 9   | Lucas Randi Chiappetta       | Honda | CUP   | 3   | Ret | 5   |     |     |     |     |     |     | 36  |
| 10  | Guilherme Brito              | Honda | CUP   |     |     |     | NC  | 3   | 5   |     |     |     | 36  |
| 11  | Thaísa Valéria               | Honda | CUP   |     |     |     |     | 8   |     |     |     | 6   | 28  |
| 12  | Kevin Santos Fontainha       | Honda | CUP   |     |     |     |     | Ret |     | 6   | Ret | 9   | 27  |
| 13  | Wayner Álvarez               | Honda | CUP   | Ret |     |     |     |     |     |     |     |     | 0   |
| 14  | Fernando Lugano              | Honda | CUP   |     |     | Ret |     |     |     |     |     |     | 0   |
| Pos | Piloto                       | Moto  | Clase | SPO | PET | CHE | CTB | TNT | CAS | SCZ | BRA | INT | Pts |

| Color     | Resultado                                                               |
| --------- | ----------------------------------------------------------------------- |
| Oro       | Ganador                                                                 |
| Plata     | 2.ª plaza                                                               |
| Bronce    | 3.ª plaza                                                               |
| Verde     | Finalizó en los puntos                                                  |
| Azul      | Finalizó sin puntos                                                     |
| Azul      | NC - No clasificado                                                     |
| Violeta   | Ret - No terminó (Carrera)                                              |
| Rojo      | DNQ - No se clasificó                                                   |
| Negro     | DSQ - Descalificado                                                     |
| Blanco    | DNS - No empezó (carrera)                                               |
| Blanco    | WD - Retirado (fin de semana)                                           |
| Blanco    | C - Carrera cancelada                                                   |
| Sin color | DNP - Inscrito pero no participó                                        |
| Sin color | INJ - Lesionado                                                         |
| Sin color | EX - Excluido                                                           |
| Estado    | Resultado                                                               |
| Negrita   | Pole position                                                           |
| Cursiva   | Vuelta rápida                                                           |
| †         | Abandona, pero clasifica al completar el porcentaje requerido para ello |

### Sistema de puntuación
Es lícito descartar los tres peores resultados de la temporada.
| Puntuación | 1° | 2° | 3° | 4° | 5° | 6° | 7° | 8° | 9° | 10° | 11° | 12° | 13° | 14° | 15° | 16° | 17° | 18° | 19° | 20° |
| ---------- | -- | -- | -- | -- | -- | -- | -- | -- | -- | --- | --- | --- | --- | --- | --- | --- | --- | --- | --- | --- |
| Carrera    | 25 | 22 | 20 | 18 | 16 | 15 | 14 | 13 | 12 | 11  | 10  | 9   | 8   | 7   | 6   | 5   | 4   | 3   | 2   | 1   |

## Campeones de todas las categorías

### Descripción general
| #    | Categoría                      | Campeón                | Equipo                | Construtor | Moto                   | Ref    |
| ---- | ------------------------------ | ---------------------- | --------------------- | ---------- | ---------------------- | ------ |
| PRO  | SuperBike PRO                  | Maico Teixeira         | Honda Mobil Racing    | Honda      | Honda CBR 1000RR       | [ 77 ] |
| PES  | SuperBike PRO Estreante        | Sabrina Paiuta         | Mobil Kawasaki Racing | Kawasaki   | Kawasaki ZX-10R        | [ 77 ] |
| MAS  | SuperBike PRO Master           | Mauro Beni             | Solo Moto             | Kawasaki   | Kawasaki ZX-10R        | [ 77 ] |
| PAM  | SuperBike PRO AM               | Ricardo Negretto       | Sapienza Racing       | Kawasaki   | Kawasaki ZX-10R        | [ 77 ] |
| LGT  | SuperBike Light                | Fernando Guerra        | Tecfil Racing Team    | Kawasaki   | Kawasaki ZX-10R        | [ 77 ] |
| MAS  | SuperBike Light Master         | Luis Paulo Oshiro      | Solo Moto             | BMW        | BMW S1000RR            | [ 77 ] |
| PRO  | SuperSport 600                 | Danilo Lewis           | Tecfil Racing Team    | Kawasaki   | Kawasaki Ninja ZX-6R   | [ 77 ] |
| PAM  | SuperSport 600 PRO AM          | Fabricio de Castro     | Bendo Competições     | Kawasaki   | Kawasaki Ninja ZX-6R   | [ 77 ] |
| PRO  | Copa Honda CBR 500R            | Igor Calura            | Mototech              | Honda      | Honda CBR 500R         | [ 77 ] |
| LGT  | Copa Honda CBR 500R Light      | Alef Barbosa           | Asper Team            | Honda      | Honda CBR 500R         | [ 77 ] |
| TEE  | Copa Honda CBR 500R Teen       | Willian Ribeiro        | Axon 7 Team           | Honda      | Honda CBR 500R         | [ 77 ] |
| MAS  | Copa Honda CBR 500R Master     | Suzane Carvalho        | Oscar Team            | Honda      | Honda CBR 500R         | [ 77 ] |
| CUP  | Honda Junior Cup               | Renzo Ferreira         | Honda Junior Racing   | Honda      | Honda Titan 150        | [ 77 ] |
| 600  | Copa Kawasaki Ninja 600        | Júnior Moreira         | Deldiche Racing       | Kawasaki   | Kawasaki Ninja ZX-6R   | [ 77 ] |
| MAS  | Copa Kawasaki Ninja 600 Master | Edvaldo Jose Martinati | Moto Accion           | Kawasaki   | Kawasaki Ninja ZX-6R   | [ 77 ] |
| 300P | Copa Kawasaki Ninja 300 PRO    | Gustavo Carreira Gil   | Hocking Motorsport    | Kawasaki   | Kawasaki Ninja ZX-300R | [ 77 ] |
| 300L | Copa Kawasaki Ninja 300 Light  | Abimael de Souza       | ANS Motorsport        | Kawasaki   | Kawasaki Ninja ZX-300R | [ 77 ] |
| 250P | Copa Kawasaki Ninja 250 PRO    | Gustavo Aldegheri      | Holden Racing Team    | Kawasaki   | Kawasaki Ninja ZX-250R |        |
| 250L | Copa Kawasaki Ninja 250 Light  | Niko Ramos             | Tordeux Sport         | Kawasaki   | Kawasaki Ninja ZX-250R | [ 77 ] |

## Cobertura televisiva
Las Carreras de lo Campeonato Brasileño de Superbikes se transmiten por Televisión por Cable incluyendo: ESPN, Fox Sports, Movistar+, CBS Sports y NBC Sports. 

### Cobertura en Brasil
| Transmissão | Transmissão                    |
| ----------- | ------------------------------ |
| SporTV      | Narração: Eugênio Rizzardo     |
| SporTV      | Narração: Rogério Rockenbach   |
| SporTV      | Comentários: Pedro Della Corte |
| SporTV      | Comentários: Karen Battaglia   |

| Transmissão | Transmissão                 |
| ----------- | --------------------------- |
| FoxSports   | Narração: Francisco Magon   |
| FoxSports   | Narração: Abel Pompermayer  |
| FoxSports   | Comentários: Paula Camerini |
| FoxSports   | Comentários: Simone Ramos   |

| Transmissão | Transmissão                     |
| ----------- | ------------------------------- |
| R7          | Narração: Alexandre Guglielmin  |
| R7          | Narração: Cláudio Machado       |
| R7          | Comentários: Daiane Agatti      |
| R7          | Comentários: Sidinei Bertinatto |

| Transmissão | Transmissão                   |
| ----------- | ----------------------------- |
| YouTube     | Narração: Alexandre Eiras     |
| YouTube     | Narração: Thiago Fabris       |
| YouTube     | Comentários: Ivar Castagnetti |
| YouTube     | Comentários: Henrique Gava    |

### Otros países
- Colombia: RCN Televisión y RCN HD2
- Portugal: Sport TV
- Reino Unido: BT Sport
- Canadá: Sportsnet
- España: Movistar+
- Hispanoamérica: ESPN y Star+

### Enlaces de transmisión
| Internet (Global) |
| ----------------- |
| YouTube           |
| Motorsport.tv     |
| Facebook          |
| Zoome             |
| Catve.com         |
| Auto Videos       |
| Twitch            |